# Personaggi di Lost in Space

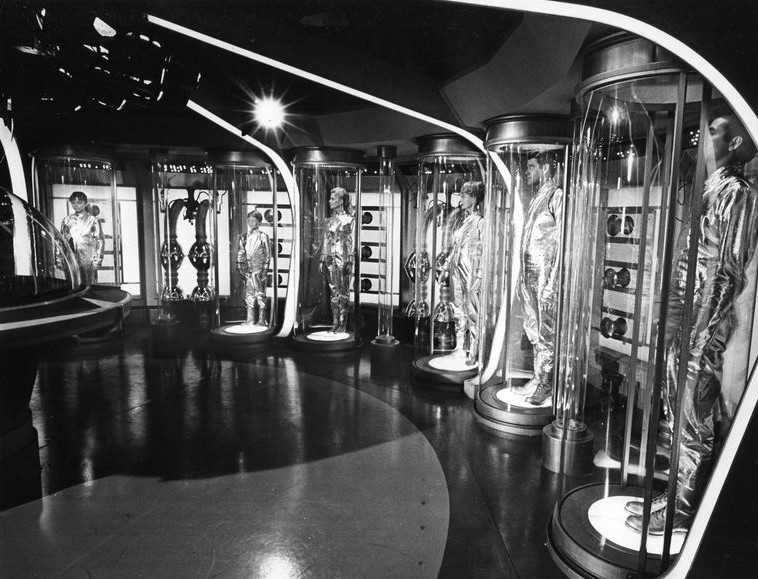
La famiglia Robinson all'interno della capsule di ibernazione nel pilota della serie televisiva Lost in Space

Questa voce contiene un elenco dei personaggi originariamente concepiti dal produttore Irwin Allen per la serie televisiva Lost in Space e successivamente protagonisti del franchise tratto da essa e composto un remake cinematografico del 1998, Lost in Space - Perduti nello spazio; da un film per la televisione del 2004 The Robinson: Lost in Space, originariamente previsto come pilota di una nuova serie; dalla serie remake di Netflix del 2018 Lost in Space. Il franchise comprende inoltre numerose altre opere derivate, tra cui animazione, fumetti, narrativa e numeroso merchandising.

## Personaggi principali
Il cast principale del franchise di Lost in Space è composto dall'equipaggio della Jupiter 2, formato sostanzialmente dalla famiglia Robinson, il maggiore Don West, il dottor Smith e il robot B-9.

### John Robinson

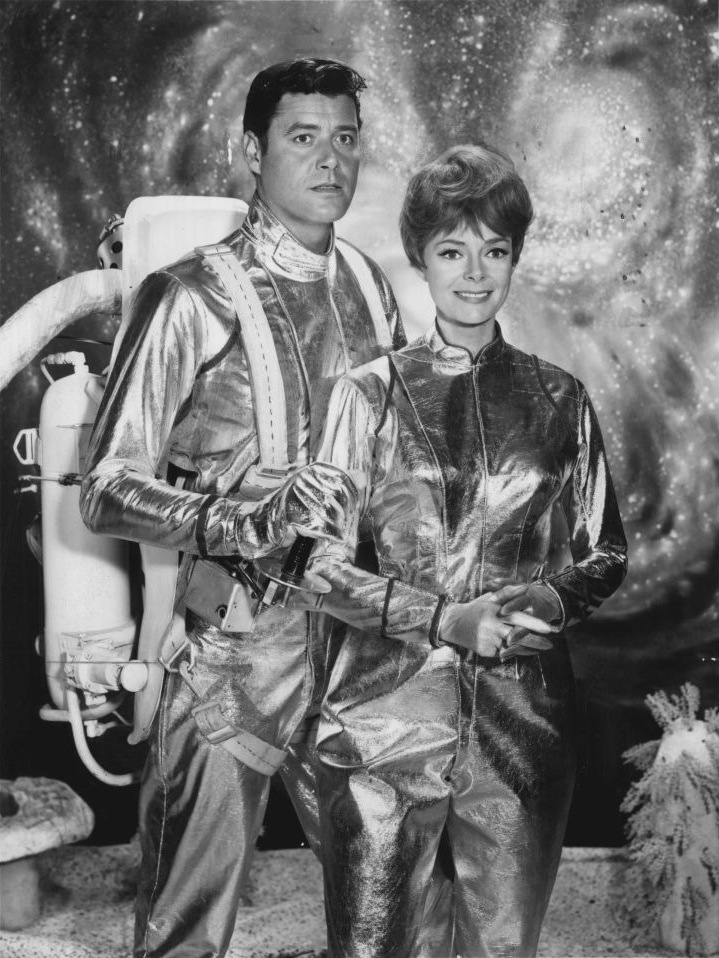
Guy Williams e June Lockhart nei panni di John e Maureen Robinson

Il Professor John Robinson è il marito di Maureen e il padre di Judy, Penny e Will Robinson. È un professore di astrofisica presso la University of Stellar Dynamics. È il capitano della Jupiter 2 e della missione. Ogni apparizione presenta delle sostanziali differenze del personaggio. Il John Robinson della serie remake di Netflix del 2018, non è un professore ma un ex Navy SEAL, sposato con Maureen e padre di Penny e Will, ma non di Judy, che ha adottato, essendo figlia di Maureen e di Grant Kelly.
John Robinson viene interpretato da Guy Williams nella serie originale (1965-1968), da William Hurt nel film del 1998, da Brad Johnson nel film per la televisione del 2004 e da Toby Stephens nella serie remake di Netflix (2018-2021). Nelle edizioni in italiano delle medesime opere, viene doppiato da Cesare Barbetti, nel film del 1998, e da Carlo Scipioni, nella serie remake del 2018.
Alla fine della serie originale degli anni sessanta, l'attore Guy Williams manifestò la propria insoddisfazione nei confronti del proprio ruolo nella serie, che sentiva essere diventato sempre più "eccentrico" nelle stagioni 2 e 3, che si concentravano esclusivamente sulle bizzarrie del personaggio del Dr. Smith interpretato da Jonathan Harris. Dopo la fine della serie, Williams si ritirerà definitivamente dalla recitazione e si trasferirà in Argentina.
Gli interpreti di John Robinson:

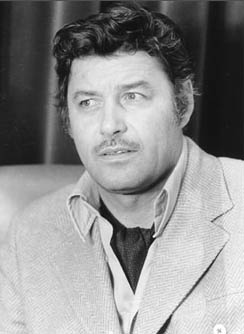
Guy Williams
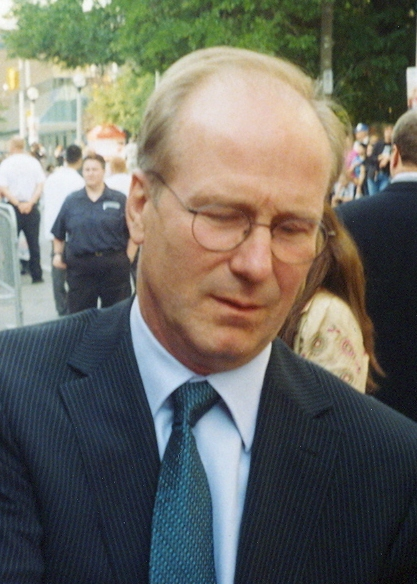
William Hurt
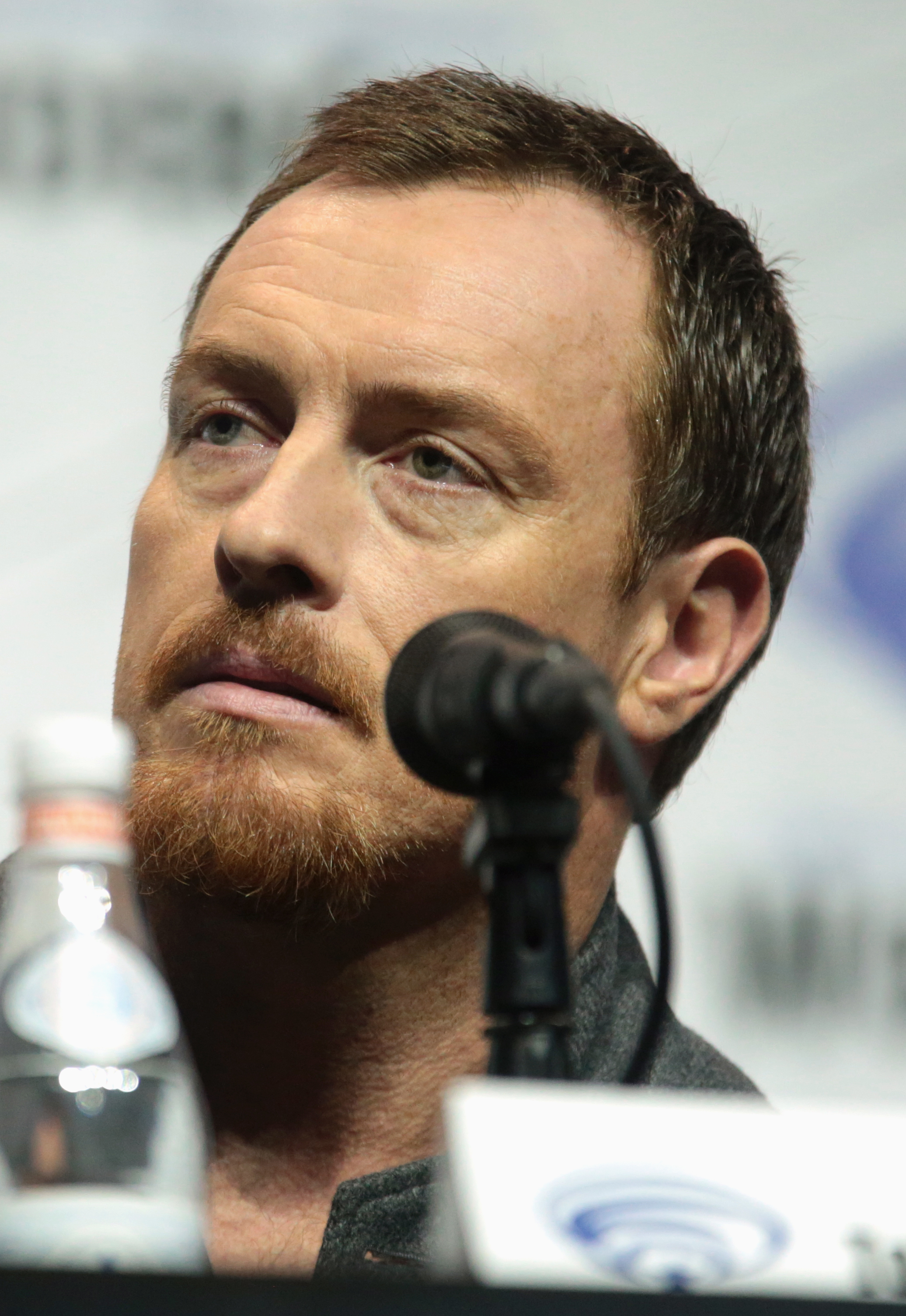
Toby Stephens

### Maureen Robinson
La dottoressa Maureen Robinson, originalmente Tomlinson, prima di sposarsi, nell'episodio pilota originale viene presentata come una biochimica di New Mexico College of Space Medicine. È la moglie di John Robinson e madre di Judy, Penny e Will Robinson. Nella serie Netflix del 2018 è una professoressa con un dottorato di ricerca in ingegneria ed è uno dei quattro ingegneri responsabili dei sistemi di sicurezza della Resolute. Nel fumetto di Innovation Comics il suo cognome da nubile è Fitzpatrick e ha sviluppato un vacchino e vinto un Premio Nobel prima di partire con la famiglia a bordo della Jupiter 2.
Maureen Robinson viene interpretata da June Lockhart nella serie televisiva originale del 1965, da Mimi Rogers nel film del 1998, da Jayne Brook nel film per la televisione del 2004, Molly Parker nella serie televiiva del 2018. Nell'edizione in italiano delle opere viene doppiata da Maria Pia Di Meo, nel film del 1998, e da Eleonora De Angelis nella serie televisiva del 2018. Nel film del 1998. inoltre, l'attrice June Lockhart, appare in un caemo come la direttrice scolastica di Will, la signora Cartwright.
Le interpreti di Maureen Robinson:

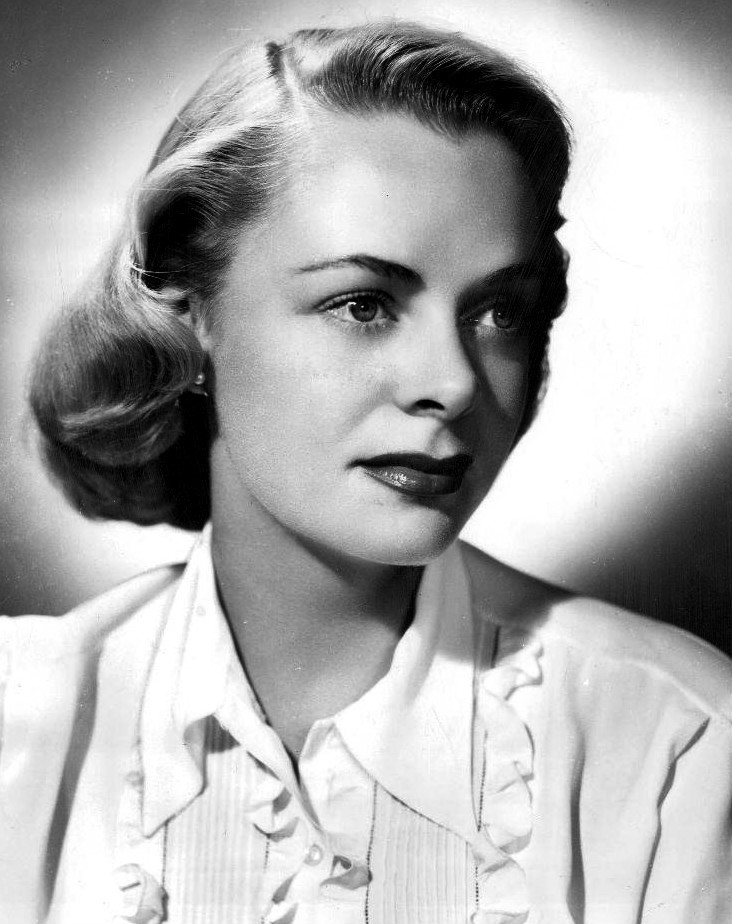
June Lockhart
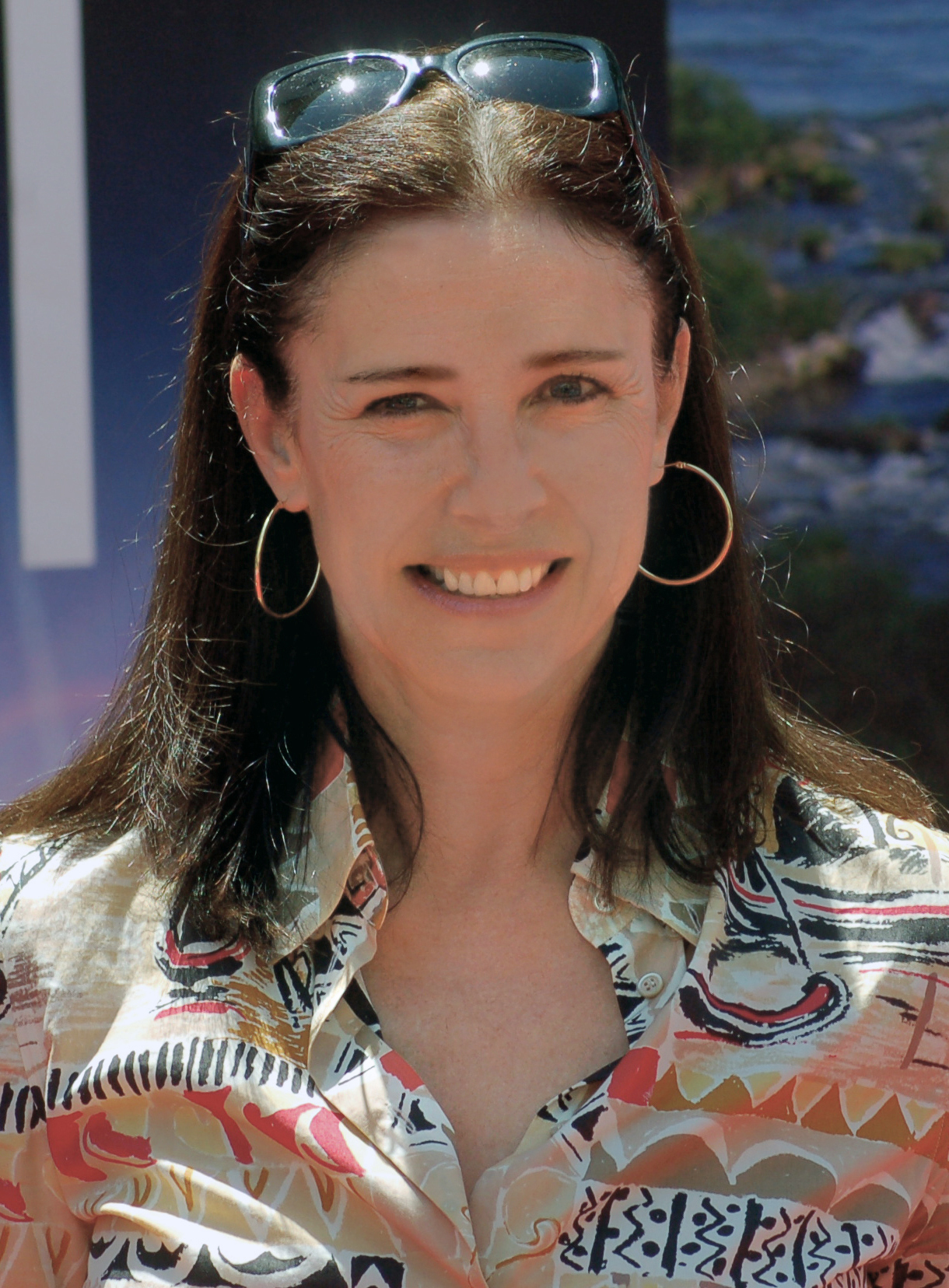
Mimi Rogers
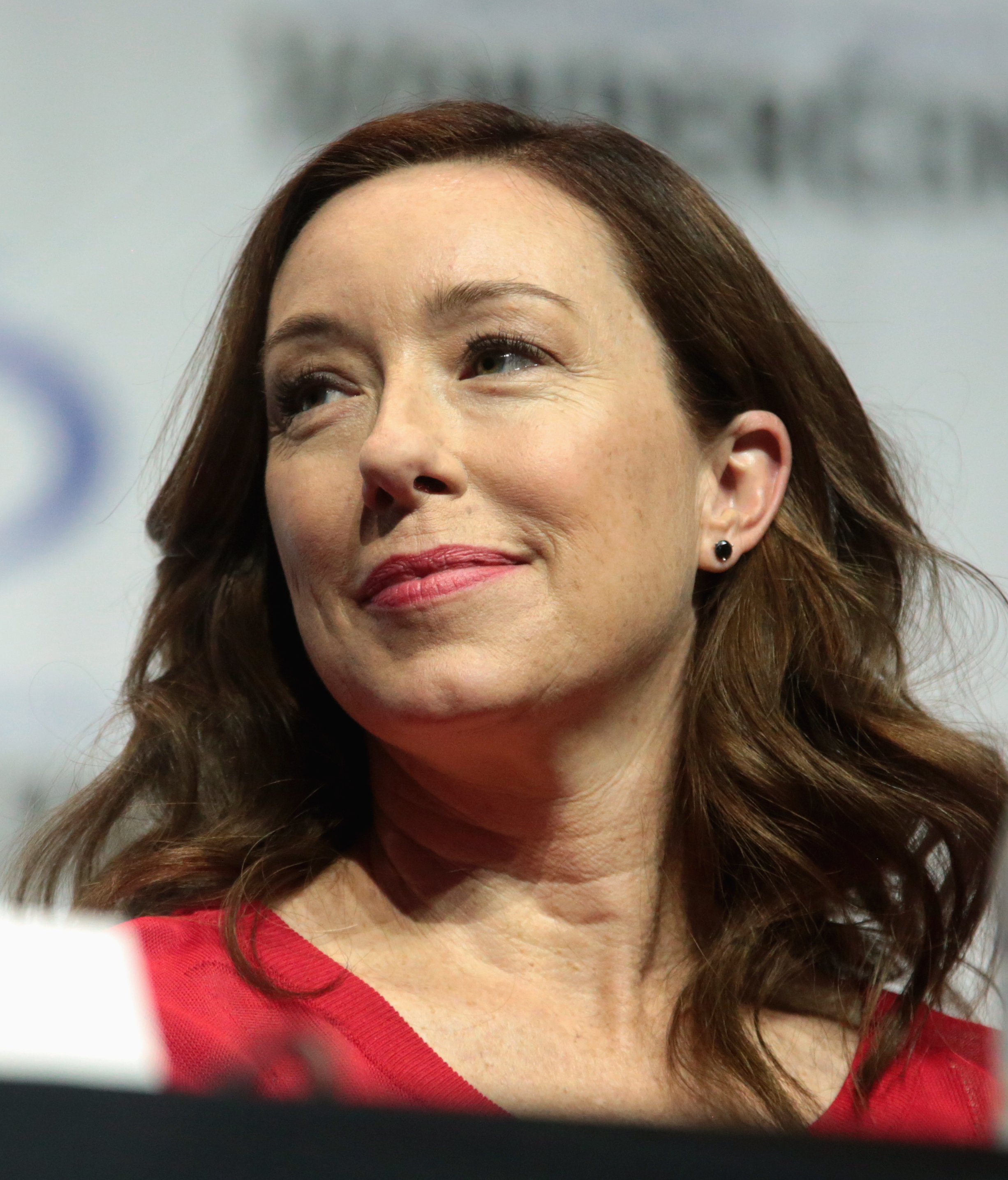
Molly Parker

### Judy Robinson

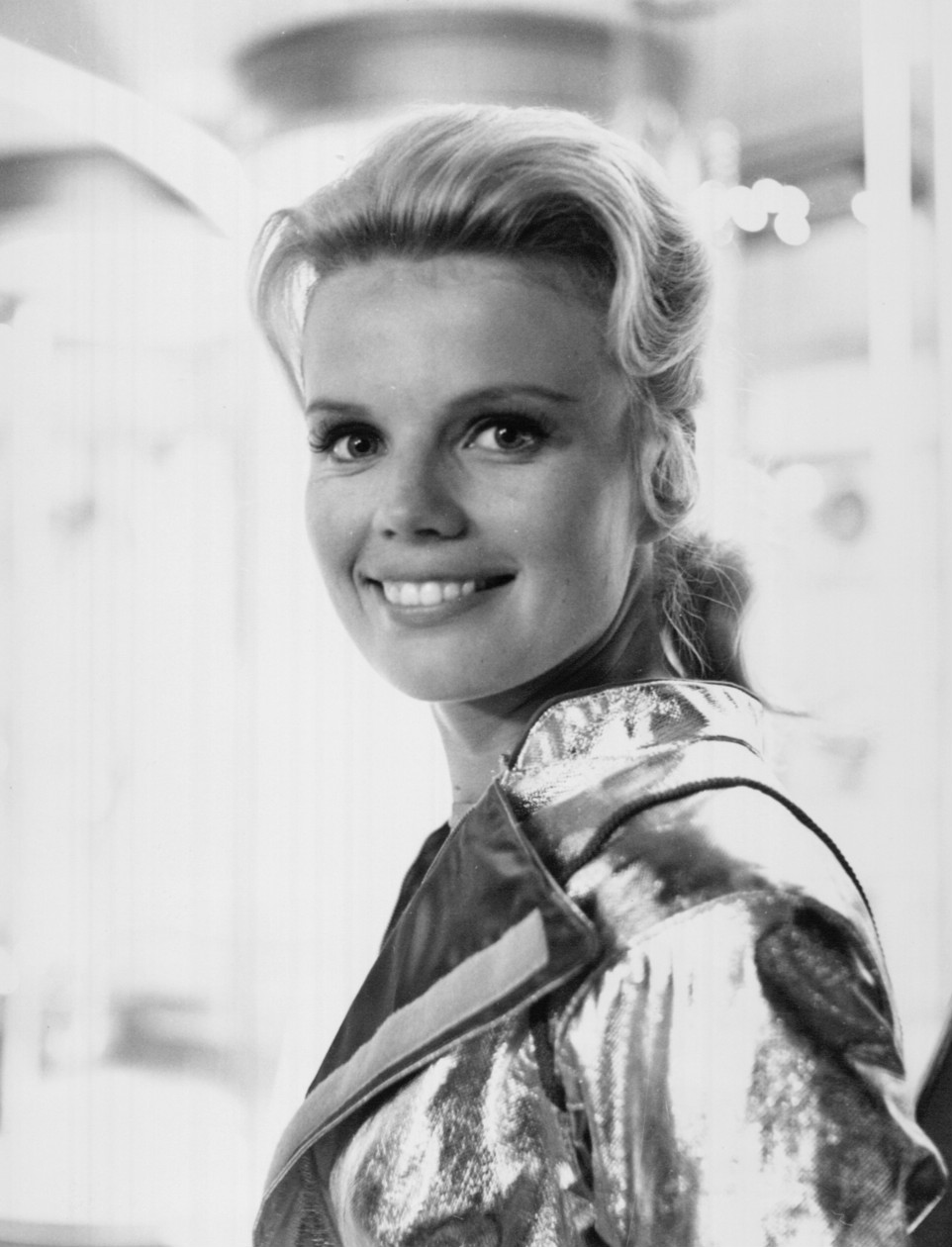
Marta Kristen nei panni di Judy Robinson

Judy Robinson è la figlia maggiore di John e Maureen Robinson. Nella serie originale è una 19enne che ha rinunciato alle proprie aspirazioni artistiche per partecipare alla missione spaziale con la famiglia. Ha un'attrazione nei confronti del maggiore Don West, cosa che l'ha convinta a prendere parte alla missione. Nel fumetto Voyage to the Bottom of the Soul, che conclude la serie a fumetti della Innovation Comics, si sposa con Don West, e nel fumetto The Epilogue i due hanno avuto un figlio di nome Joshua Robinson West.
La Judy Robinson della serie di Netflix del 2018 è una ragazza di colore, figlia maggiore di Maureen Robinson, ma il padre biologico, Grant Kelly, è morto prima che lei nascesse ed è così stata adottata da John Robinson. Questa Judy Robinson è laureata in medicina.
Judy Robinson viene interpretata da Marta Kristen nella serie originale del 1965, Heather Graham nel film del 1998, Adrianne Palicki nel film per la televisione del 2004, Taylor Russell nella serie televisiva del 2018. Nell'edizione in lingua italiana delle opere viene doppiata da Rossella Acerbo, nel film del 1998, e da Veronica Puccio, nella serie televisiva del 2018. Nel film del 1998 l'attrice Marta Kristen, appare in un cameo nel ruolo di una giornalista.
Le interpreti di Judy Robinson:

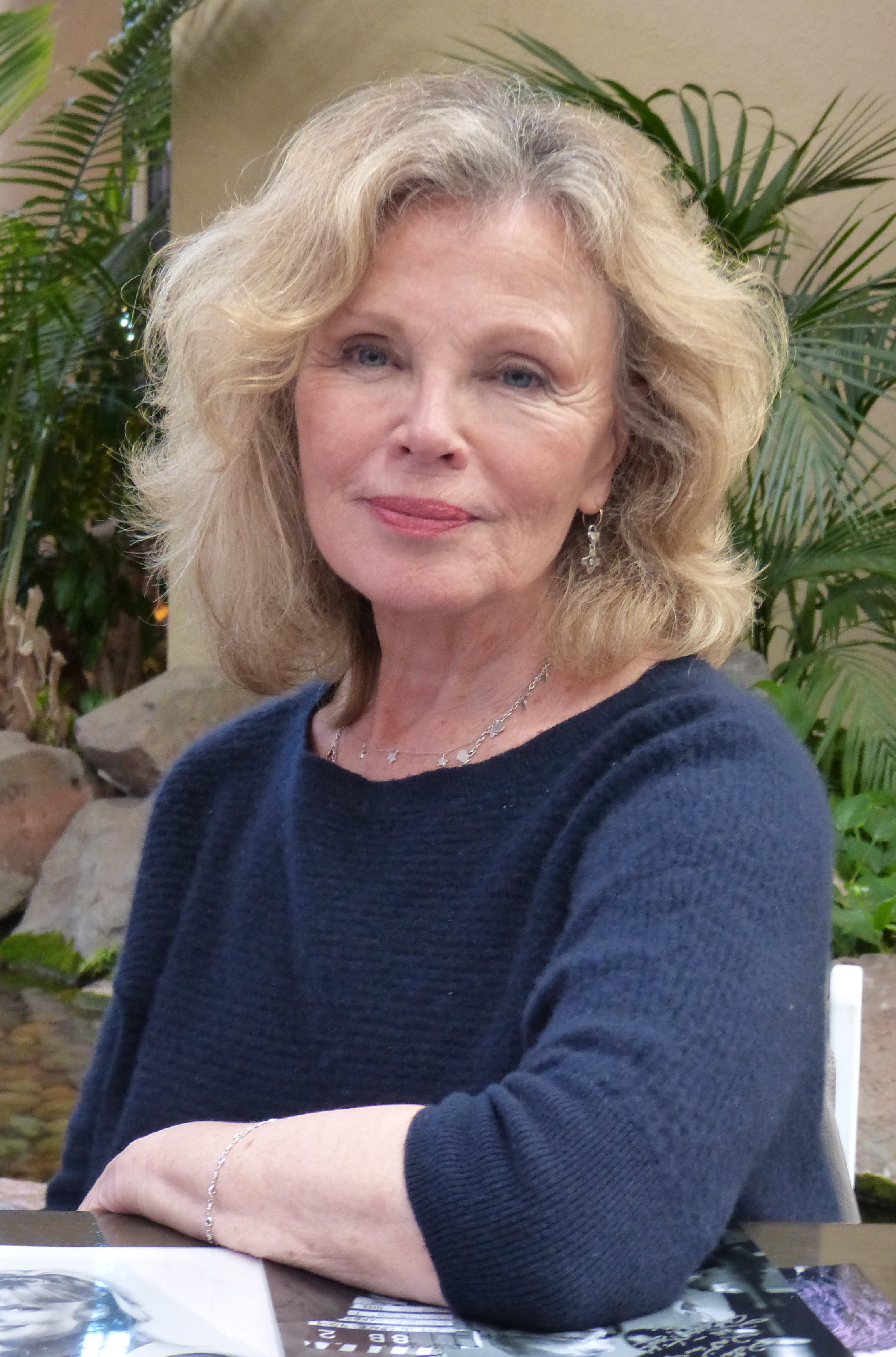
Marta Kristen
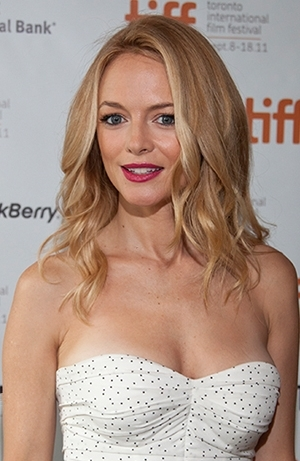
Heather Graham
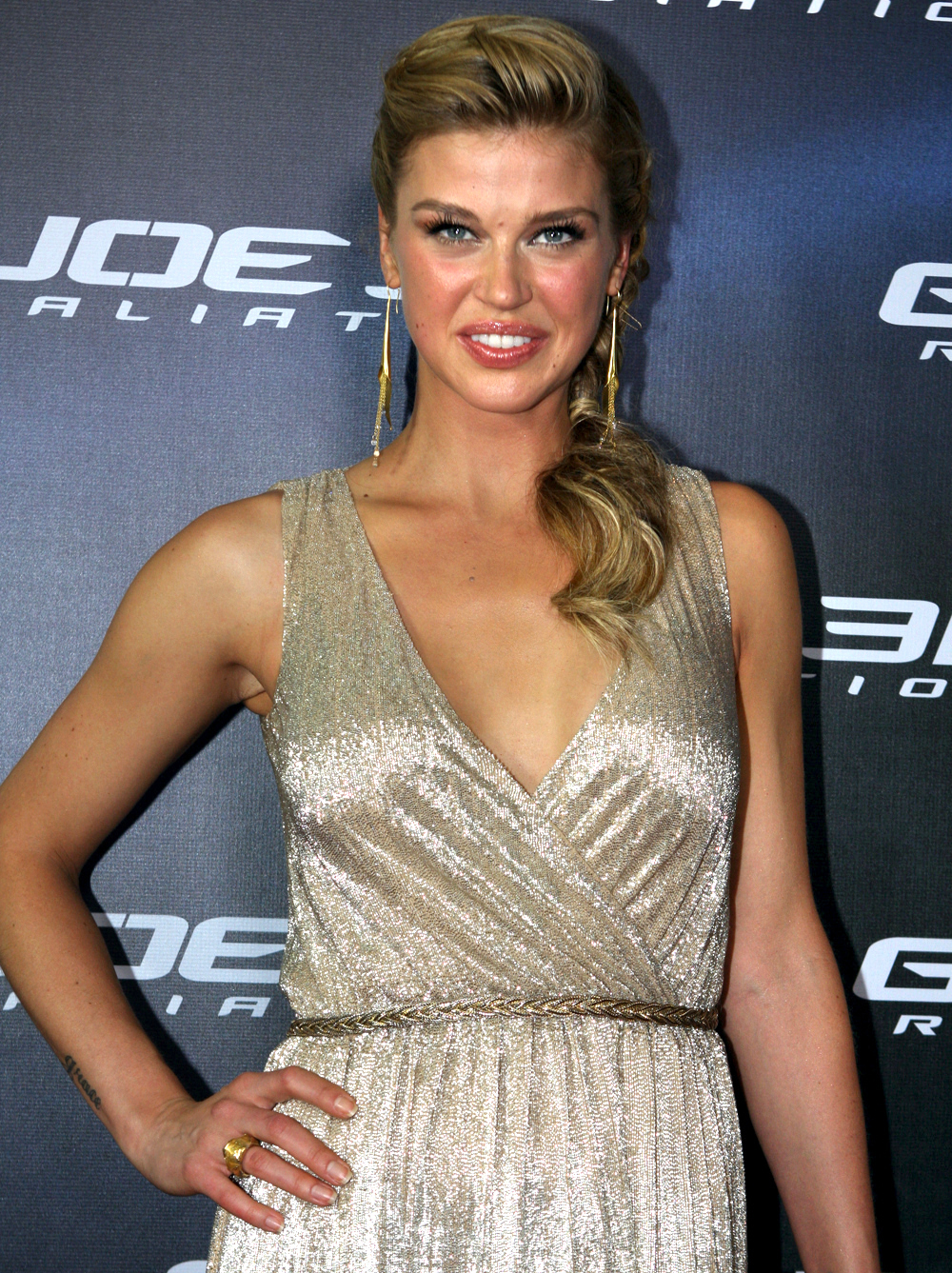
Adrianne Palicki
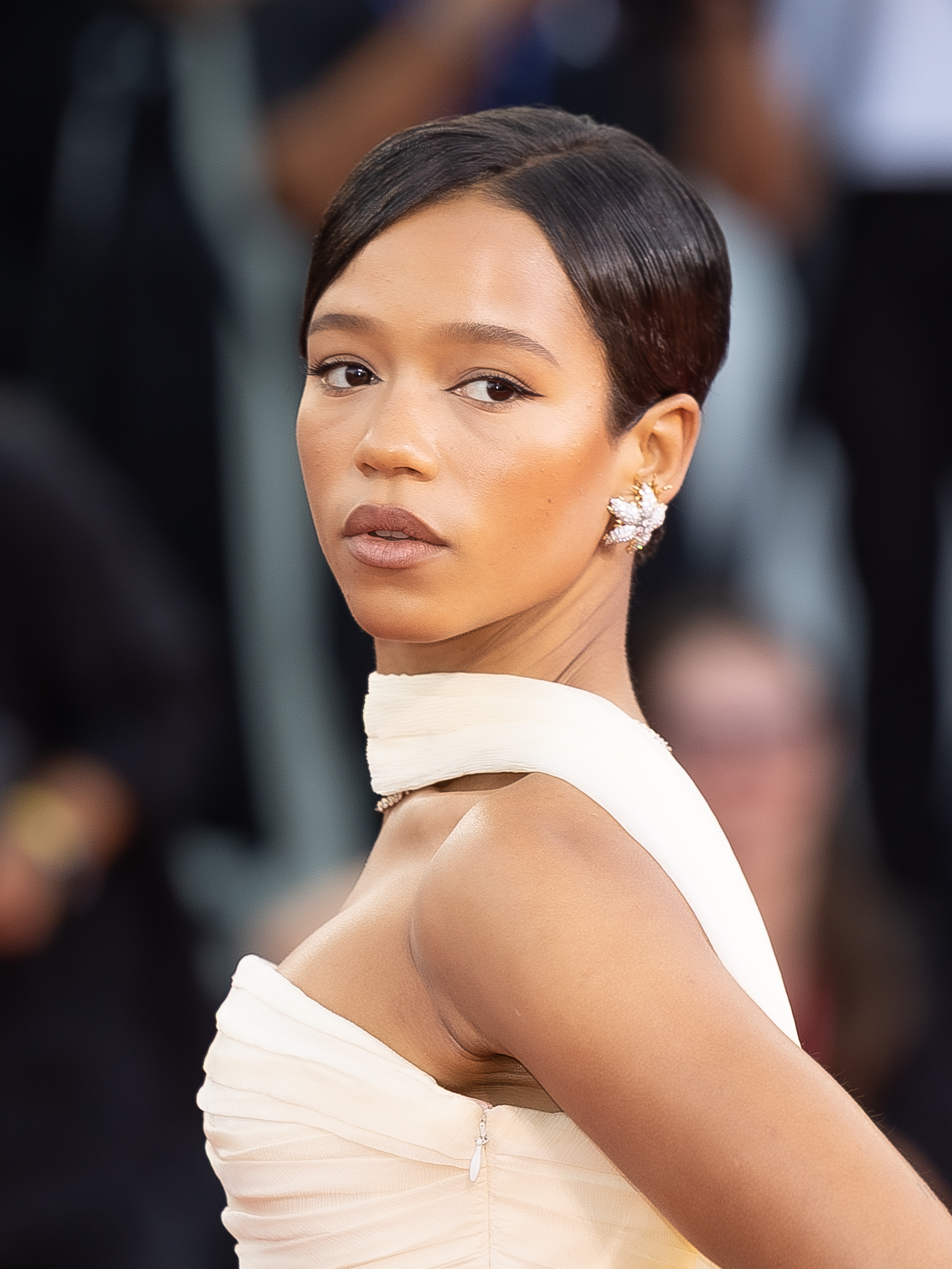
Taylor Russell

### Don West
Il maggiore Don West è un ex ufficiale dello United States Space Corps e dell'aeronautica, assegnato ora alla Jupiter 2 in qualità di pilota. Anche se Don West, come gli altri membri dell'equipaggio, viene messo in animazione sospesa durante il viaggio, è previsto che, in caso di emergenza, venga risvegliato per primo per poter governare manualmente l'astronave. È inoltre abile come astronauta, idraulico, benzinaio, riparatore e annunciatore radiofonico.
Il pilota originale lo presenta come il dottor Donald West del Center for Radio Astronomy che aveva elaborato una teoria rivoluzionaria sull'abitabilità degli esopianeti nel 1996 e anche il romanzo lo descrive come uno scienziato a bordo della Jupiter 2. Don rispetta John Robinson ma ha un rapporto distaccato, mentre è molto attratto da Judy. Durante l'ultima parte della serie Don sviluppa instabilità mentale e, nella quarta stagione mai realizzata, era stato preso in considerazione di farlo morire. Nell graphic novel Voyage to the Bottom of the Soul, sposa Judy e con lei ha un figlio, Joshua Robinson West
Il Don West della serie Netflix ha un lato meno serio, poiché ama molto i polli e il suo motto è non lasciare indietro nessuno, compreso il bestiame. È un pilota piuttosto rozzo che viene ben pagato per il suo compito, ma è anche un contrabbandante di beni di lusso. L'incidente della Jupiter 4 lo costringe a lavorare con i Robinson per sopravvivere. Alla fine viene comunque accettato e diviene parte della famiglia Robinson.
Don West viene interpretato da Mark Goddard nella serie originale del 1965, da Matt LeBlanc nel film del 1998, da Mike Erwin nel film per la televisione del 2004, da Ignacio Serricchio nella serie televisiva del 2018. Nelle edizioni in italiano delle opere, viene doppiato da Vittorio De Angelis, nel film del 1998, e da Stefano Crescentini, nella serie televisiva del 2018. Nel film del 1998, l'attore Mark Goddard, appare in un cameo nella parte dell'ufficiale comandante del maggiore stesso.
Gli interpreti di Don West:

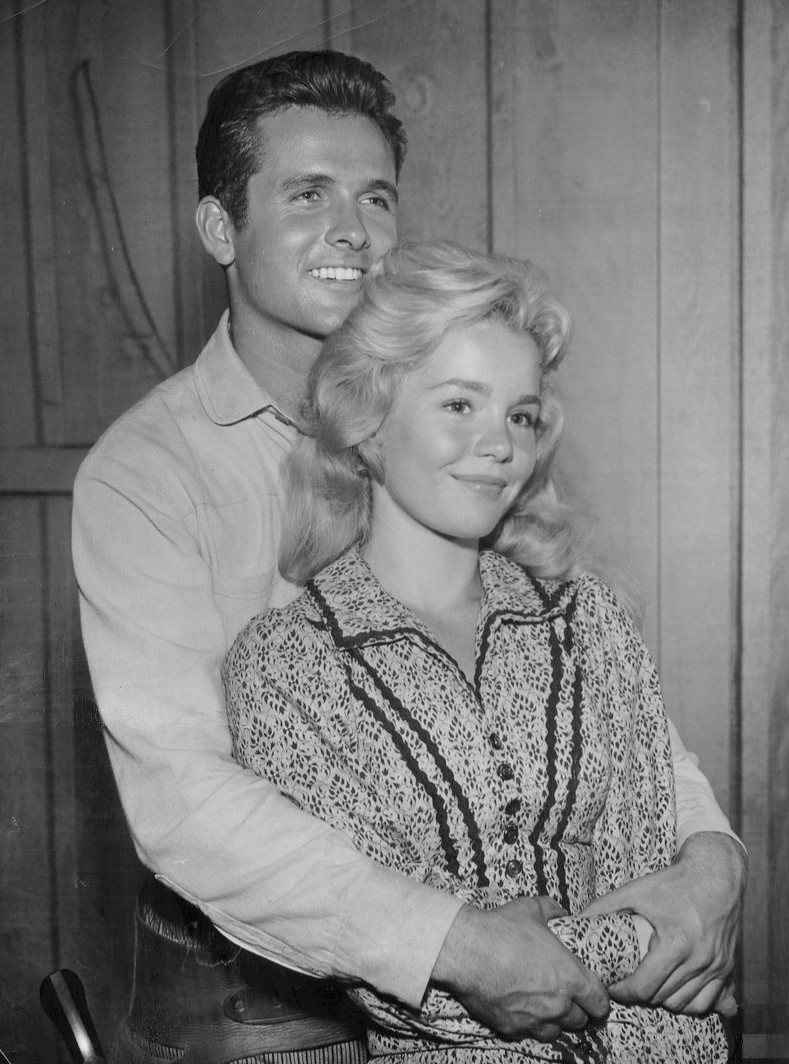
Mark Goddard, al fianco di Tuesday Weld
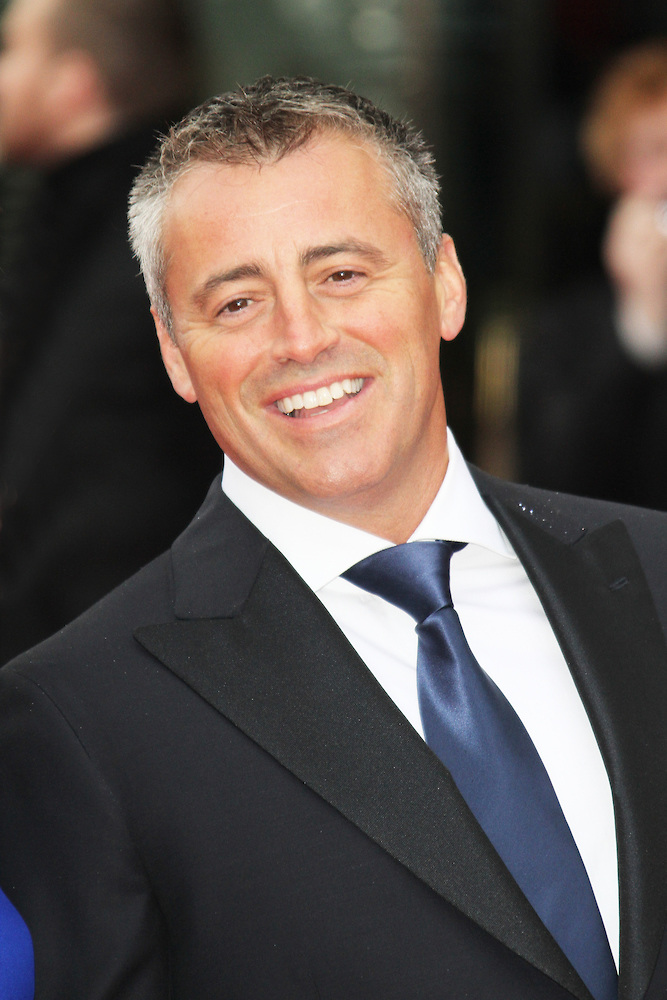
Matt LeBlanc
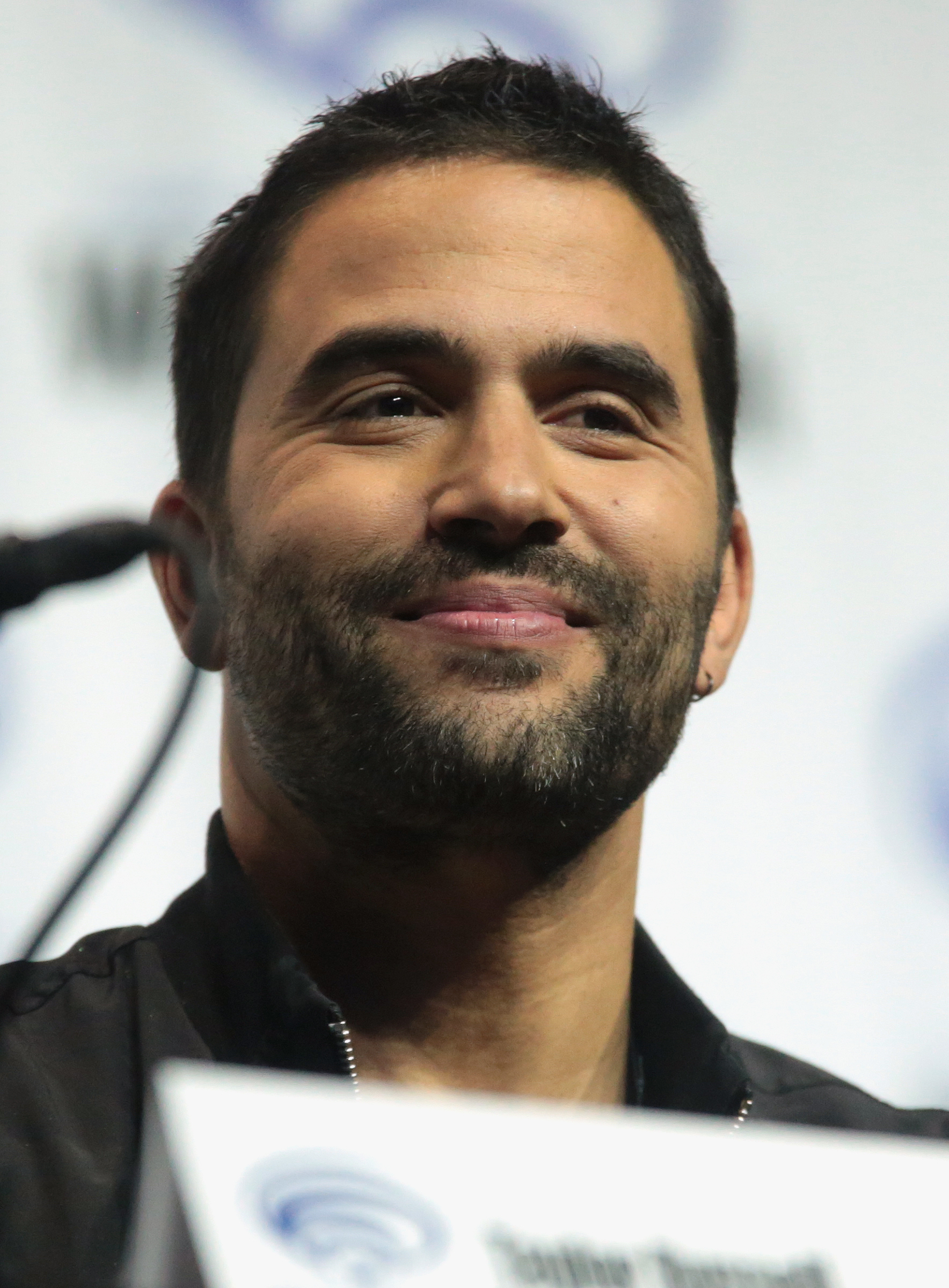
Ignacio Serricchio

### Penny Robinson

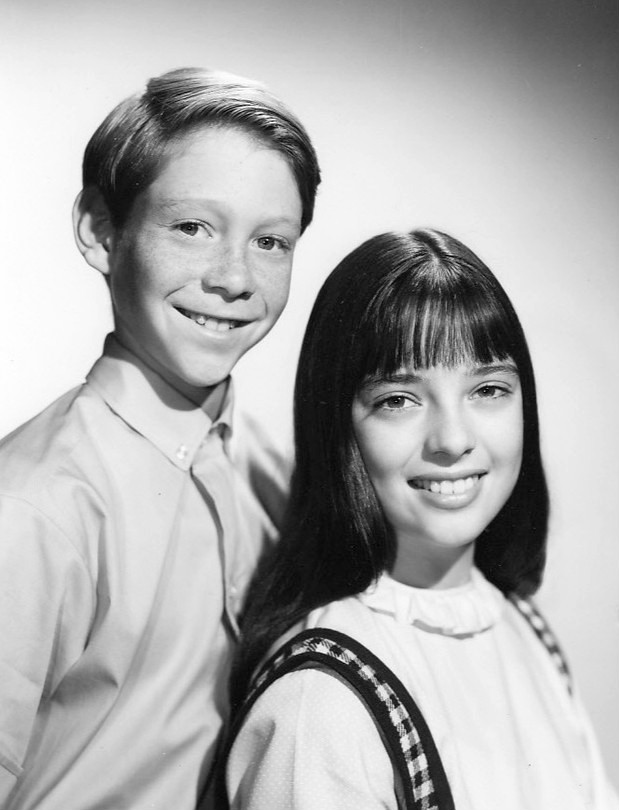
Bill Mumy e Angela Cartwright nei panni di Will e Penny Robinson

Penny Robinson è la seconda figlia di John e Maureen Robinson. Nelle varie opere ha una differente età, passando da bambina a adolescente. Nel pilota originale viene descritta come undicenne, con un QI di 147 e appassionata di zoologia. Secondo l'Alpha Control Reference Manual con la nascita di Penny Maureen avrebbe lasciato il suo lavoro al New Mexico Institute for Space Medicine. Penny adotta un Bloop, una piccola creatura simile a una scimmia nativa del pianeta alieno su cui atterra la Jupiter 2 nella prima stagione, come animale domestico, chiamandola Debbie.
Nel film per la televisione del 2004, Penny non è una preadolescente ma una neonata. Nella serie televisiva del 2018 è un'adolescente di 15 anni, intelligente e anticonformista, è un po' la "pecora nera" della famiglia ed è quella che più di tutti non voleva lasciare la Terra, per paura di perdere i contatti sociali che aveva sviluppato. Durante la prima stagione incontra un ragazzo sul pianeta alieno su cui atterra la Jupiter 2, Vijay Dhar, con il quale ha una relazione contrastata.
Penny Robinson, viene interpretata da Angela Cartwright nella serie televisiva del 1965, da Lacey Chabert nel film del 1998, da Mina Sundwall nella serie televisiva del 2018. Nell'edizione in italiano delle opere, il personaggio viene doppiato da Perla Liberatori, nel film del 1998, e da Emanuela Ionica, nella serie televisiva del 2018. Nel film del 1998 l'attrice Angela Cartwright appare in un cameo, nel ruolo di una giornalista.
Le interpreti di Penny:

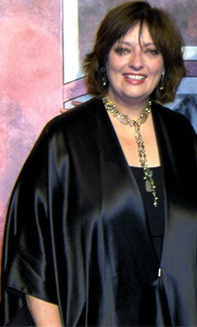
Angela Cartwright
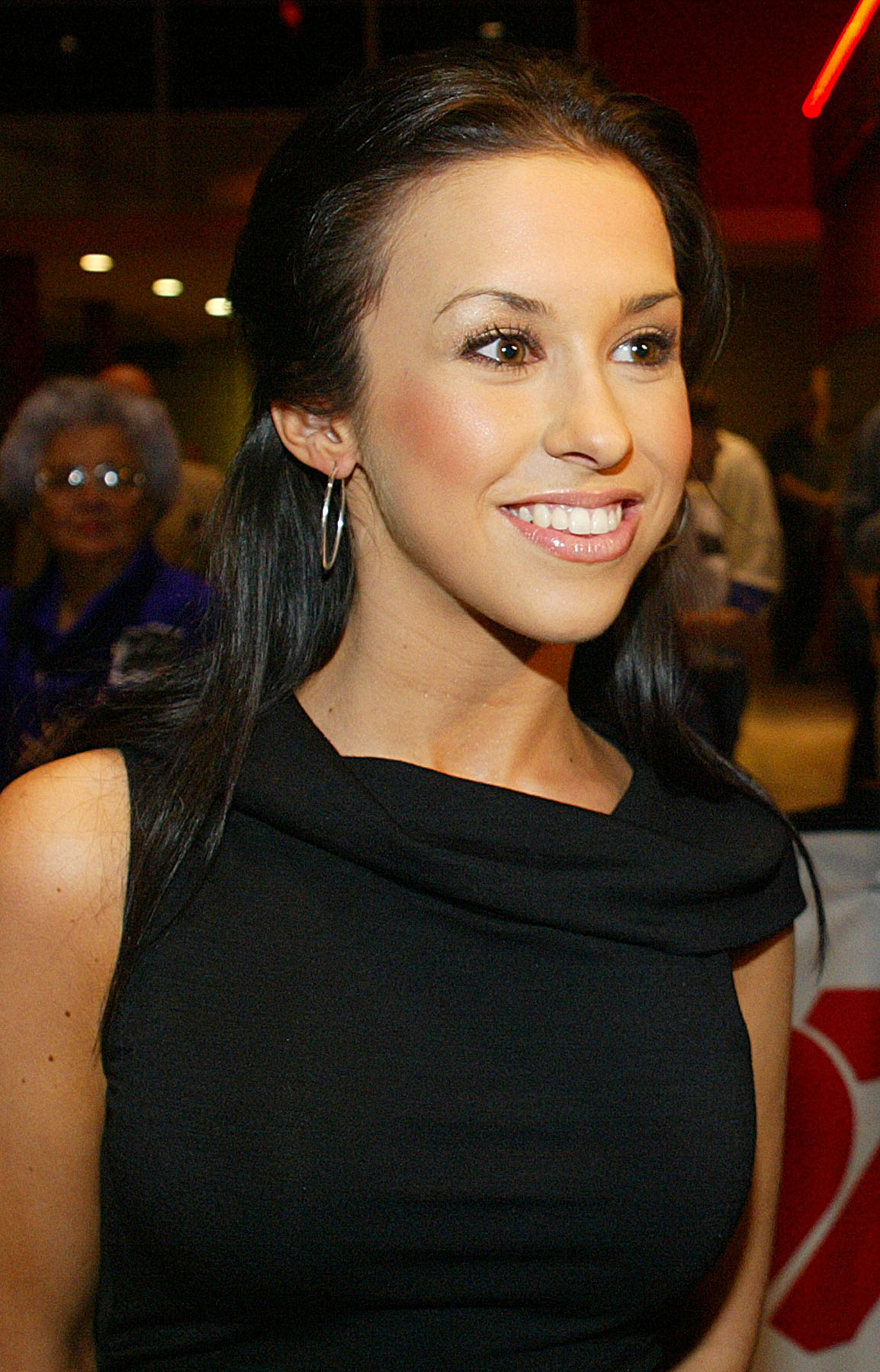
Lacey Chabert
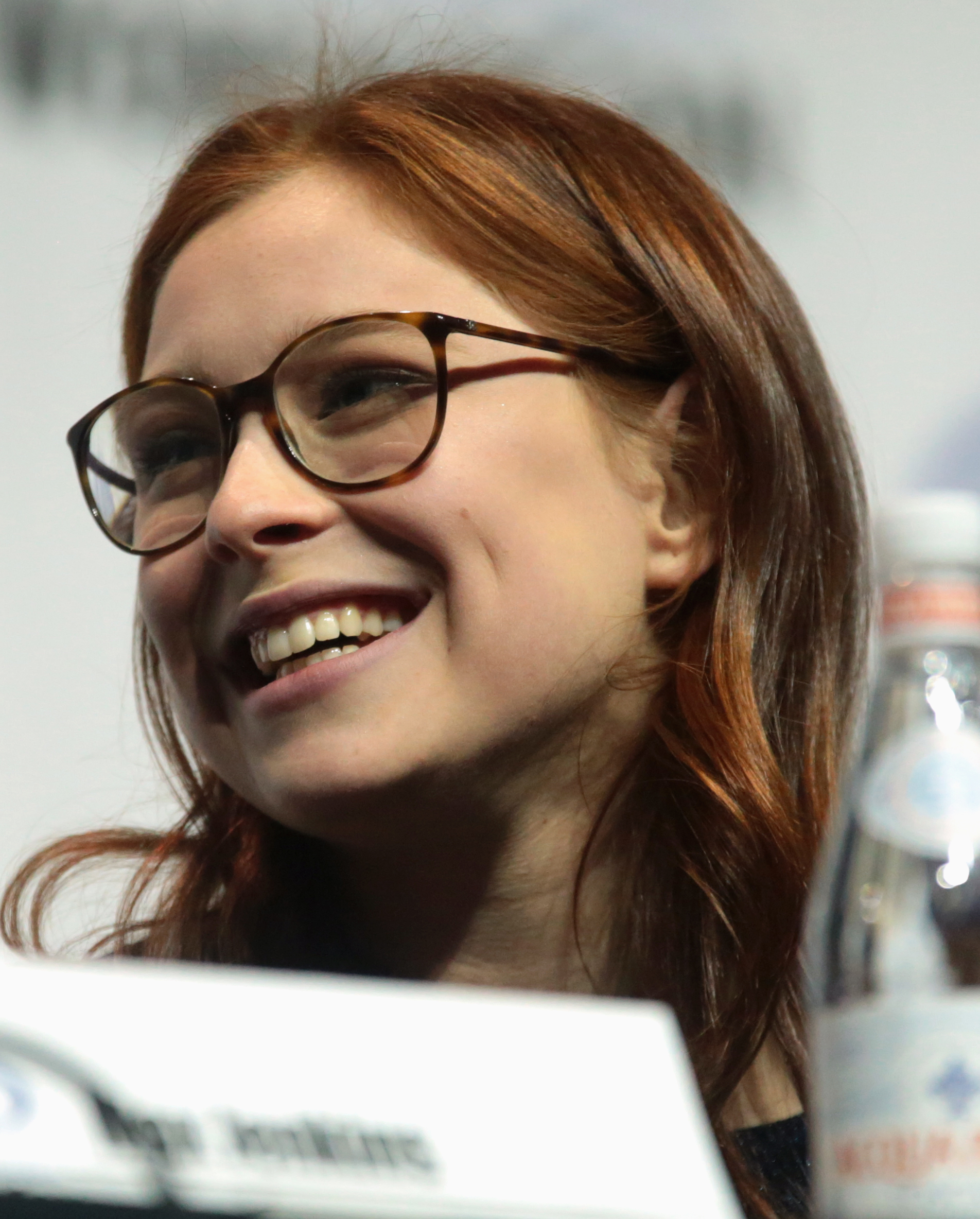
Mina Sundwall

### Will Robinson
Will Robinson è il più giovane dei figli di John e Maureen Robinson, è il classico "piccolo genio", intelligente e saputello. La sua rappresentazione nelle varie opere non differisce in modo così radicale come per le altre figlie dei Robinson. Nel pilota della serie originale, Will ha 9 anni ed è un neo-diplomato alla Camdo Canyon School of Science, con la media più alta della scuola. Il suo QI è di 182. Questa sua superiore capacità intellettuale lo isola però dai suoi compagni di scuola, che faticano a comprenderlo. Ma a bordo della Jupiter 2 la sua intelligenza salva in più occasioni l'equipaggio della nave. Will è molto legato al robot B-9, che considera come un frtello, e ha usato le sue capacità per mantenere il robot funzionante. È molto legato anche al Dr. Smith, che diviene una sorta di precettore di Will.
Nel film del 1998, ricostruisce il robot distrutto, dopo che aveva tentato di uccidere la famiglia Robinson, facendone un suo alleato. Anche qui è particolarmente legato al Dr. Smith, tanto da divenirne una sorta di figlio adottivo e aiutarlo, in un futuro alternativo, a costruire un wormhole che lo riporti sulla Terra.
Anche nella serie televisiva del 2018, dove ha 11 anni, sviluppa un forte legame con il robot (che tuttavia non è terrestre, ma una sorta di androide alieno). Nonostante sia anche qui molto intelligente, non riesce a passare il test per essere ammesso alla missione spaziale e vi entra a far parte solamente perché sua madre cambia segretamente il suo punteggio.
Will Robinson viene interpretato da Bill Mumy nella serie televisiva originale del 1965, da Jack Johnson (da bambino) e Jared Harris (da adulto, in un futuro alternativo) nel film del 1998, da Ryan Malgarini nel film per la televisione del 2004, da Maxwell Jenkins nella serie televisiva del 2018. Nell'edizione in italiano delle opere è stato doppiato da Stefano De Filippis (da bambino) e da Riccardo Rossi (da adulto), nel film del 1998, e da Alessandro Carloni nella serie televisiva del 2018.
Nel film del 1998 all'attore Bill Mumy viene offerto di recitare in un cameo, ma rifiuta l'offerta dopo aver saputo che non avrebbe rivestito il ruolo che sperava, ossia il Will Robinson adulto, poiché gli viene detto che la cosa avrebbe "confuso gli spettatori". Bill Mumy, inoltre, è uno degli attori maggiormente legati e coinvolti nello sviluppo del franchise e ha attivamente partecipato allo sviluppo di manuali e sceneggiature per nuove versioni della storia.
Gli interpreti di Will Robinson:

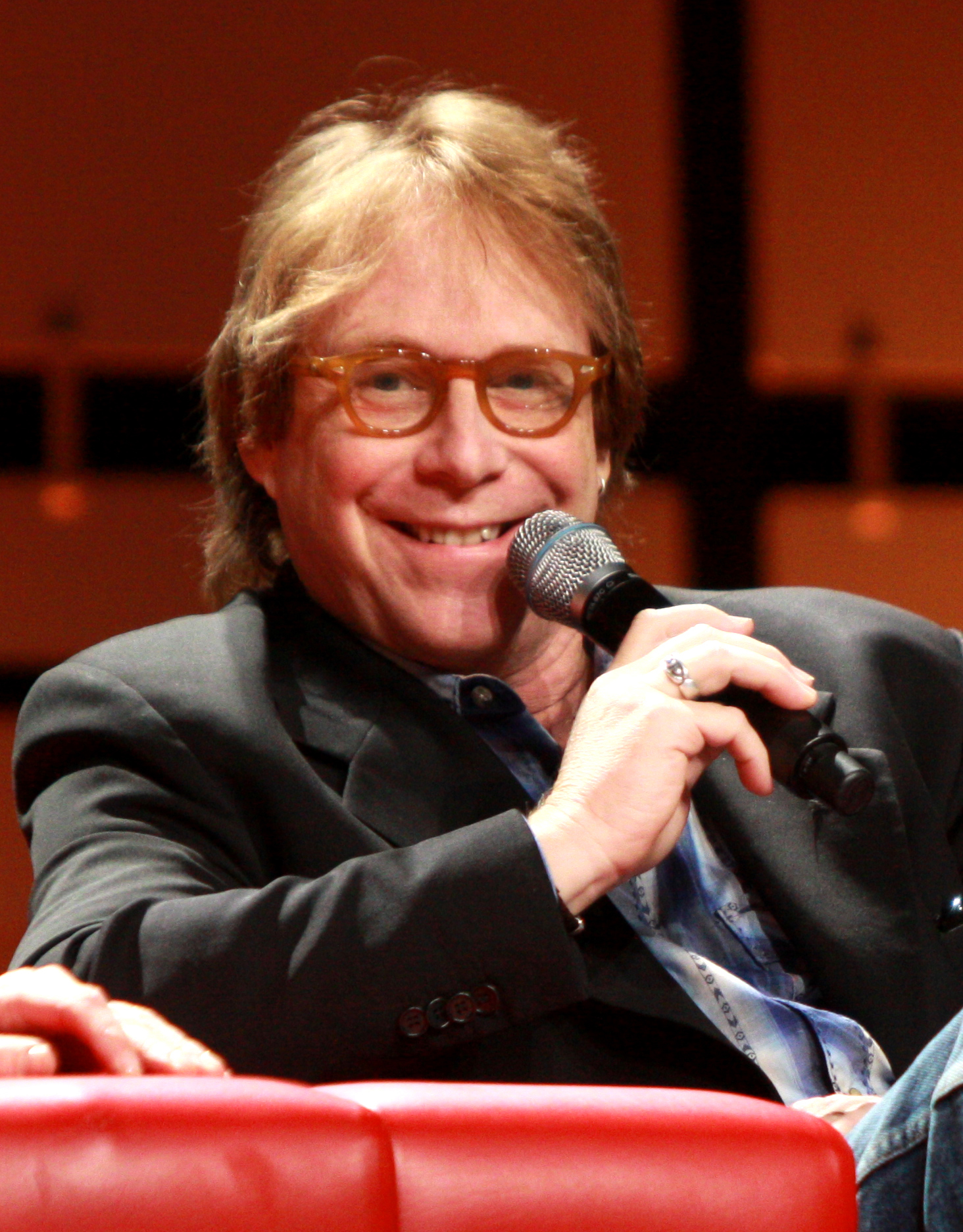
Bill Mumy
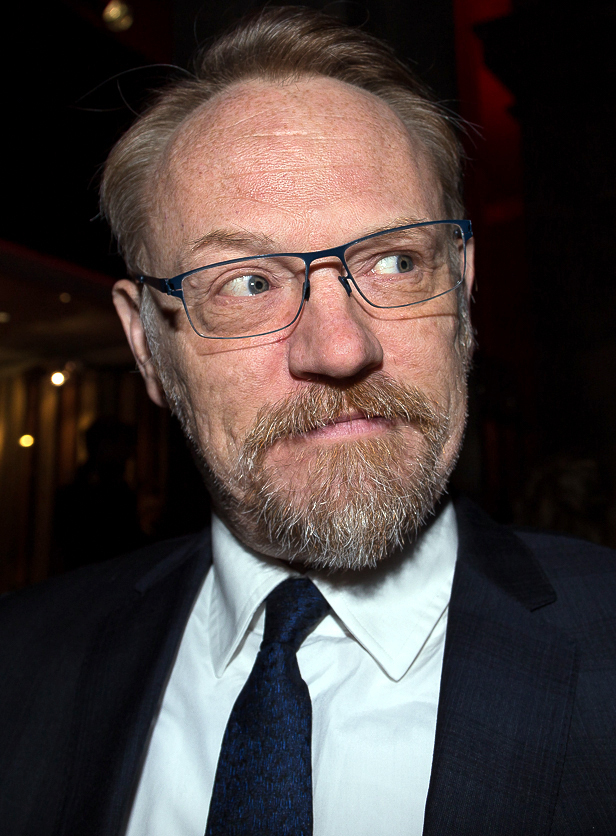
Jared Harris

### Zachary Smith

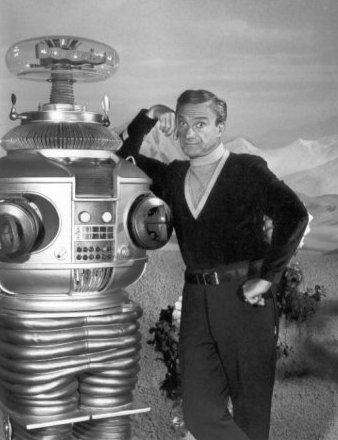
Jonathan Harris, nei panni del Dr. Smith, e il robot B-9

Più spesso chiamato semplicemente Dr. Smith, nella serie originale è un dottore intergalattico di psicologia ambientale, prima della sua partenza era uno psicologo dello United States Space Corps. Il Dr. Smith però è anche un agente segreto che lavora per un governo straniero nemico. Prima del lancio del Jupiter 2 riprogramma il robot per distruggere la nave e la famiglia Robinson otto ore dopo la sua partenza. Ma mentre tenta di riattivare il robot, spento da un tecnico, rimane intrappolato a bordo della Jupiter 2, finendo vittima delle sue stesse trame. La nave viene così sbalzata fuori rotta dal peso aggiuntivo del dott. Smith, salvandosi però da una mortale pioggia di meteoriti, e si perde irrimediabilmente nello spazio.
Nonostante venga accreditato come special guest star in ogni episodio, il Dr. Smith diviene un personaggio cardine della serie. Gli autori della serie pensarono inizialmente al Dr. Smith come a un cattivo temporaneo che sarebbe apparso solo nei primi episodi. Harris, d'altro canto, sperava di rimanere più a lungo nella serie, ma trovava il suo personaggio noioso e temeva che avrebbe annoiato rapidamente anche gli spettatori. Harris "iniziò a riscrivere le sue battute e a ridefinire il suo personaggio", interpretando Smith in uno stile più accattivante e appariscente e improvvisando le sue scene con dialoghi maturi e colorati. Entro la fine della prima stagione, il personaggio, un codardo egoista dotato di alterigia morale e di uno spirito a tratti ingannevole, e i suoi caratteristici insulti allitterativi, in gran parte rivolti al Robot, divengono elementi fondamentali di ogni episodio.
La stessa sorte, di rimanere intrappolato durante il sabotaggio del robot a bordo dela Jupiter 2, spetta al Dr. Smith del film del 1998, che però, a differenza di quello della serie, non sembra mostrare lati positivi, presentandosi più sordido e irrimediabilmente malvagio. Diviene a sua volta precettore di Will Smith, riesce a farlo lavorare per lui e a metterlo contro la propria famiglia. Questo Dr. Robinson, contaminato da una specie di ragno alieno, in un futuro alternativo si trasformerà in un mostro, metà uomo, metà ragno. Il Dr. Smith non compare nel film per la televisione del 2004, mentre nella serie televisiva del 2018, dove viene interpretato da Bill Mumy in un cameo, a bordo della Resolute per la missione diretta a colonizzare Alfa Centauri. Viene tuttavia ferito durante l'attacco del robot alla Resulute e June Harris si appropria della sua giacca e in seguito del suo chip di riconoscimento adottandone l'identità.
Il Dr. Smith della serie originale è riconoscibile per una serie di frasi divenute popolari. In particolare quelle rivolte al Robot. Harris raccontava come era solito starsene a letto la notte a sognare le frasi da usare nella serie. "You Bubble-headed Booby!" (lett. "Tu testa di bolla!"), "You Cowardly Clump!" (lett. "Tu codardo ciuffo!"), "You Tin-Plated Traitor!" (lett. "Tu traditore di latta!"), "You Cackling Cacophony" (lett. "Tu cacofonia sghignazzante"), "You Blithering Blatherskyte" (lett. "Tu blaterare blaterante") e "Traitorous Transistorized Toad" (lett. "Rospo traditore transistorizzato"), ne sono un esempio. Altre battute distintive del Dr. Smith sono inoltre: "Oh, the pain ... the pain!" (lett. "Oh, il dolore... il dolore!") e "Never fear, Smith is here!" (lett. "Niente paura, Smith è qui!". Uno degli ultimi ruoli dell'attore è stato quello di doppiare la mantide religiosa nel film di animazione Disney A Bug's Life, nel quale ripete la sua battuta storica "Oh, the pain... the pain!" verso la fine del film.
Il dottor Zachary Smith viene interpretato da Jonathan Harris nella serie originale del 1965, da Gary Oldman nel film del 1998, da Bill Mumy e, sotto mentite spoglie, da Parker Posey nella serie televisiva del 2018. Nella versione in italiano delle opere, il personaggio è stato doppiato da Nino Prester, nel film del 1998, mentre June Harris è stata doppiata da Cinzia De Carolis nella serie televisiva del 2018. Durante la produzione del film del 1998 a Jonathan Harris viene offerta l'opportunità di interpretare un cameo nel ruolo del rappresentante del gruppo terroristico. Harris tuttavia rifiuta l'offerta dichiarando "non ho mai recitato una parte piccola in vita mia e non ho intenzione di iniziare ora".
Gli interpreti del Dr. Smith:

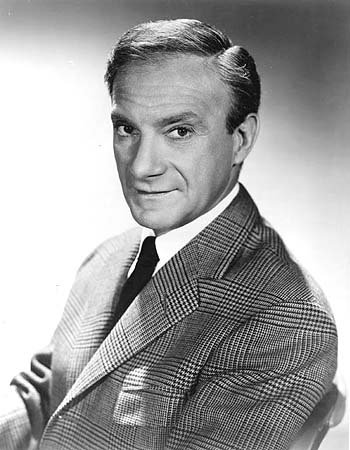
Jonathan Harris
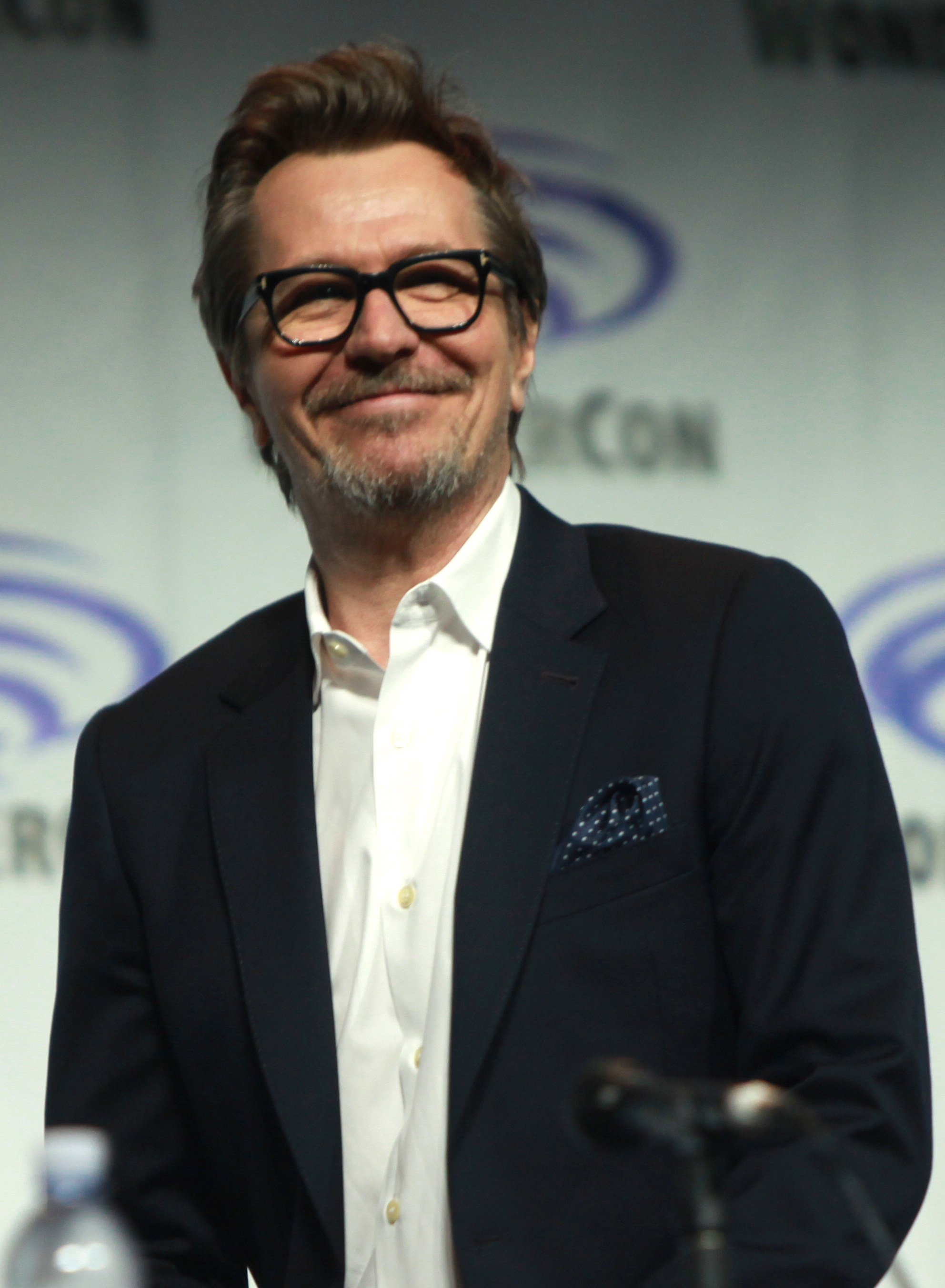
Gary Oldman
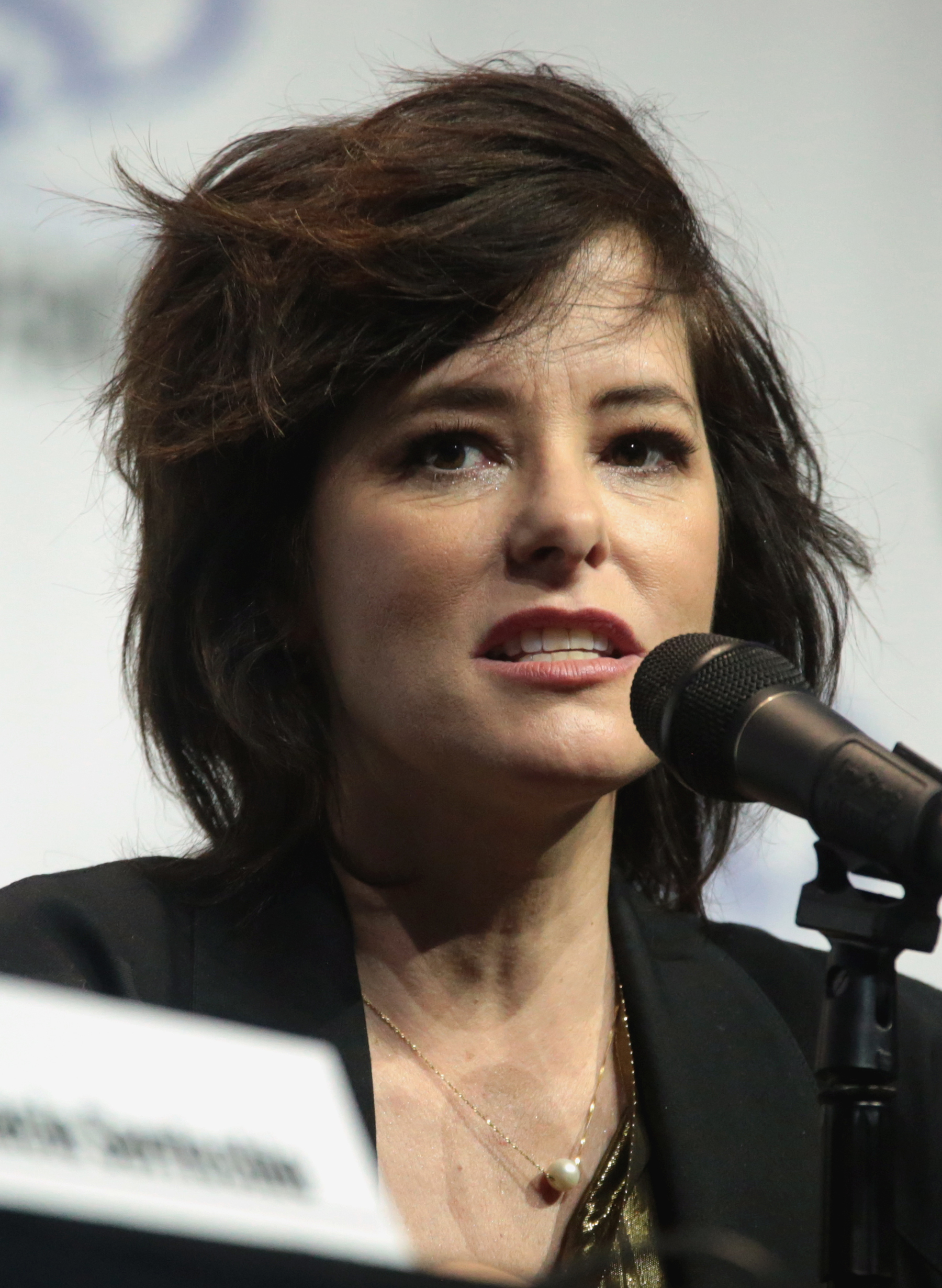
Parker Posey

### B-9

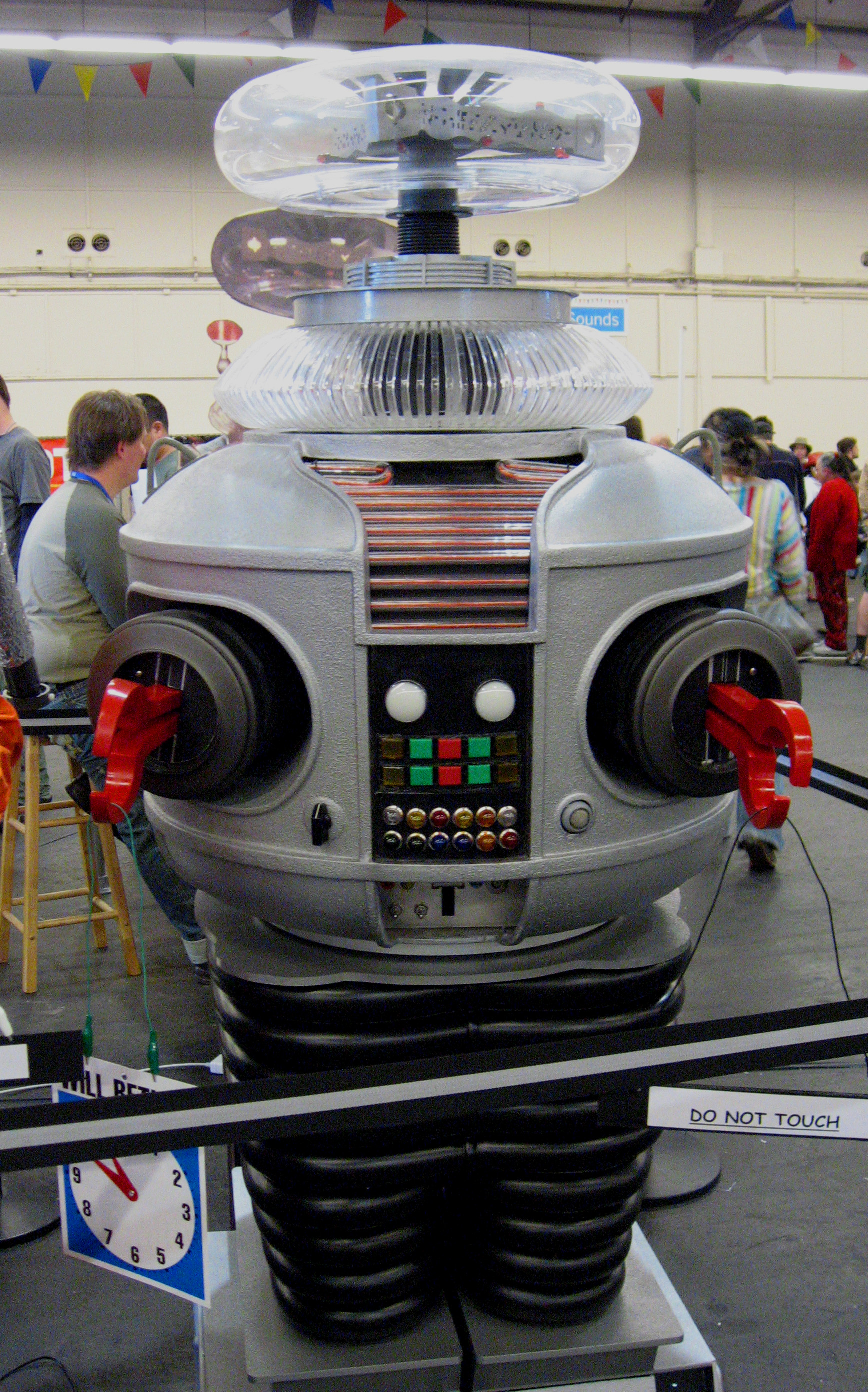
Riproduzione del robot B-9 esposta al Maker Faire

Il B-9 della serie televisiva del 1965 è una macchina dotata di forza sovrumana e armi futuristiche, ma mostra anche caratteristiche umane, quali il saper ridere, l'essere triste o beffardo, oltre a cantare e suonare la chitarra. Poiché il suo ruolo principale è quello di proteggere il membro più giovane dell'equipaggio, Will Robinson, le frasi ad effetto del Robot sono spesso "That does not compute" (lett. "Non calcola") e, la più celebre, "Danger, Will Robinson!" (lett. "Pericolo, Will Robinson!"), accompagnato dall'agitarsi delle sue braccia.
Nel film del 1998, il Robot ha originariamente un design più elegante ed è dotato di armi, ma la sua forma originale viene distrutta durante un combattimento su una nave aliena scontrandosi con dei "ragni" alieni. Will è in grado di scaricare la maggior parte della sua coscienza prima che il corpo originale del robot venga distrutto, riempiendo le lacune con estratti dei suoi stessi schemi neurali e alla fine riesce a costruire un nuovo corpo per il robot che assomiglia all'aspetto che aveva nella serie originale.
Nel film per la televisione del 2004, il Robot non fa parte dell'equipaggiamento standard della Jupiter 2, ma viene costruito da Will Robinson per proteggerlo dai bulli a scuola. Will lo porta con sé nel viaggio nello spazio parzialmente smontato e quando la nave madre che trasporta i vari moduli della Jupiter in un rifugio sicuro viene attaccata e il Jupiter 2 viene allontanato dal gruppo principale, Will collega il Robot ai sistemi della nave per fornire loro l'energia necessaria per sfuggire agli alieni.
Il Robot della serie televisiva del 2018 è un androide dotato di intelligenza artificiale. È la causa della distruzione della nave colonia Resolute all'inizio della serie, quando questi reclama il motore dell'astronave e un altro robot suo simile soprannominato Scarecrow, che alimentano la Resolute. Successivamente stringe amicizia con Will Robison e alla fine salverà i bambini della colonia.
Il Robot B-9 viene animato da Bob May nella serie televisiva del 1965, doppiato originalmente da Dick Tufeld nella serie televisiva originale, nel film del 1998 e nel film per la televisione del 2004, e da Don Messick, nella versione animata del 1973, viene infine interpretato da Brian Steele nella serie televisiva del 2018. Nelle edizioni in italiano delle opere, il Robot vien doppiato da Alessandro Rossi nel film del 1998 e da Carlo Petruccetti nella serie televisiva del 2018.
La serie originale di Lost in Space è particolarmente ricordata per le frasi celebri ripetute dal Robot, come "Warning! Warning!" (lett. "Attenzione! Attenzione!") e "It does not compute" (lett. "Non calcola"). La frase probabilmente più celebre del robot è tuttavia "Danger, Will Robinson!" (lett. "Pericolo, Will Robinson!"), che ha origine nella serie quando il Robot avverte il giovane Will Robinson di minacce imminenti. La frase è stata utilizzata anche come slogan film del 1998, il cui sito web ufficiale aveva l'indirizzo "www.dangerwillrobinson.com".

### David Robinson
Nel film per la televisione del 2004, The Robinson: Lost in Space, oltre ai tre figli "canonici" Judy, Penny e Will, John e Maureen Robinson hanno anche un quarto figlio, David, figlio maggiore di diciassette o diciotto anni. David è un ragazzo combattuto, con un complesso di inferiorità rispetto al padre e al fratello minore Will. Quando la nave nave madre Jupiter viene attaccata dagli alieni, la famiglia Robinson riesce a salire a bordo dello Space Pod Jupiter 2 e a fuggire, ma David rimane indietro e muore nell'esplosione dell'astronave madre.
David Robinson viene interpretato da Gil McKinney.

## Personaggi secondari

### Lost in Space - Perduti nello spazio(1998)
- Jeb Walker, interpretato da Lennie James.
- Uomo d'affari, interpretato da Edward Fox.
- Blarp, doppiato originalmente da Gary A Hecker.
Blarp è un animale alieno, una specie di scimmia o lemure giallo dagli occhi enormi, che viene adottato da Penny e da lei battezzato Blarp.

## Guest Star

### Lost in Space(1965-1968)

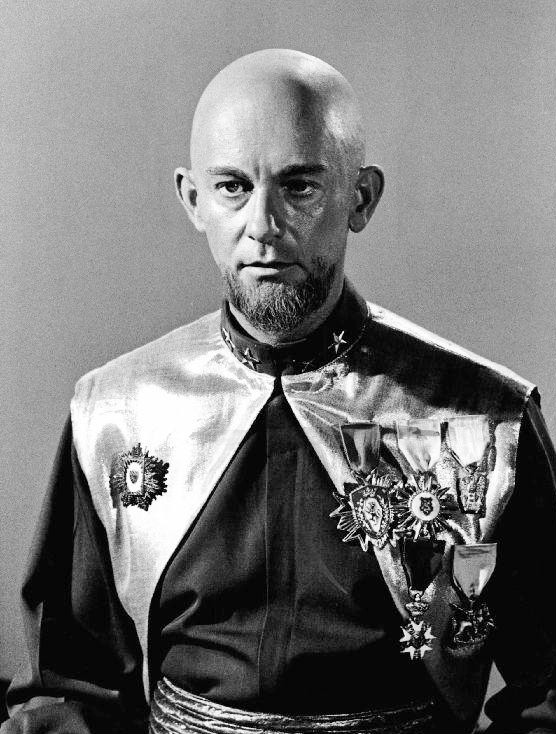
Wally Cox nei panni dell'alieno Tiabo

- Il Presidente (ep. 1x00), interpretato da Ford Rainey.
- Sergente Rogers (Sgt. Rogers; ep. 1x01), interpretato da Hoke Howell.
- Registratore vocale che legge Shakespeare (Shakespeare-Reading Tape Recorder Voice, voce; ep. 1x02) interpretato da Richard Basehart.
- Creatura bolla (Bubble Creature; ep. 1x02) interpretato da Dawson Palmer.
- Jimmy Hapgood (ep. 1x06), interpretato da Warren Oates.
- IDAK Alpha 12/Rethso (ep. 1x10-2x24), interpretati da Don Matheson.
- Il Custode (The Keeper; ep. 1x16-1x17), interpretato da Michael Rennie.
 L'attore britannico, celebre in particolare per aver interpretato l'alieno Klaatu, nel film di fantascienza del 1951 Ultimatum alla Terra (The Day the Earth Stood Still), diretto da Robert Wise, interpreta la parte del "Custode" (in inglese The Keeper) nel doppio episodio omonimo. Il Custode è un alieno che colleziona esemplari di creature provenienti da tutta la galassia, intenzionato ad aggiungere Don West e a Judy Robinson alla sua collezione.
- Alonzo P. Tucker (ep. 1x18-2x23), interpretato da Albert Salmi.
- Robot/Robotoid (ep. 1x19-1x20-3x01 ), interpretati da Robby il robot.
Il celebre Robby, il robot creato da Robert Kinoshita, il medesimo creatore del robot di Lost in Space, per il film di fantascienza del 1956 Il pianeta proibito, compare nella serie in tre episodi della prima e della terza stagione (1966-1967).
- Il Ragazzo (The Boy; ep. 1x21), interpretato da Michael J. Pollard.
- Il sovrano (The Ruler; ep. 1x22), interpretato da Michael Ansara.[6]
- Quano (ep. 1x22), interpretato da Kurt Russell.
- Alieno (Alien; ep. 1x24), interpretato da Kevin Hagen.
- Sybilla (ep. 1x25), interpretata da Mercedes McCambridge.
- Effra (ep. 1x25), interpretata da Sherry Jackson.
- Bolix (ep. 1x26), interpretato da Werner Klemperer.
- Major Domo (ep. 1x27), interpretato da Royal Dano.
- Nerim (ep. 2x01), interpretato da Strother Martin.
- Tiabo (ep. 2x04), interpretato da Wally Cox.
- Mr. Zumdish (ep. 2x07-2x18-3x13), interpretato da Fritz Feld.
- Schiavo (Slave; ep. 2x09), interpretato da Ted Cassidy.
Il gigantesco attore statunitense, caratterista della televisione e del cinema statunitensi, qui nei panni dello schiavo di Sheik Ali ben Bad, è celebre per aver interpretato Lurch nella serie televisiva La famiglia Addams (The Addams Family), tratta dalle vignette umoristiche di Charles Addams con protagonista La famiglia Addams. Ha inoltre preso parte, al fianco di Sherry Jackson, all'episodio Gli androidi del dottor Korby della serie fantascientifica Star Trek, indeata da Gene Roddenberry, "rivale" di Lost in Space, nei panni dell'androide Ruk.
- Sheik Ali ben Bad (ep. 2x09), interpretato da Malachi Throne.
- Esecutore Claudio (Enforcer Claudio)/Little Joe/Macchina per il gioco d'azzardo (Gambling Machine, voce; ep. 2x10-2x11), interpretati da Allan Melvin.
- Keema (ep. 2x15), interpretato da Dennis Patrick.
- Sagramonte (ep. 2x17), interpretato da Hans Conried.
- Zalto (ep. 2x21), interpretato da Al Lewis.
L'attore statunitense, celebre caratterista del cinema e della televisione dagli anni cinquanta agli anni ottanta, è particolarmente celebre per aver interpretato il personaggio del Nonno, ovvero il Conte Dracula, nella serie televisiva prodotta dalla Universal Television I mostri (The Munsters), trasmessa dal 1964 al 1966 e "rivale" dell'altrettanto celebre serie coeva La famiglia Addams (The Addams Family).
- Lemnoc (ep. 2x27), interpretato da Alan Hewitt.
- Arcon (ep. 2x30), interpretato da John Carradine.
- Charlie (ep. 3x02), interpretato da Norman Leavitt.
- Alieno #764 (Alien #764; ep. 3x03) Grant Sullivan.
- Cyborg (ep. 3x06), interpretato da Tommy Farrell.
- Silas Fogey (ep. 3x07), interpretato da Woodrow Parfrey.
- J-5 (ep. 3x07), interpretato da Lou Wagner.
- Hippy dello spazio (Space Hippy; ep. 3x09), interpretato da Daniel J. Travanti (come Dan Travanty).
- Uomo Meccanico I (Mechanical Man I; ep. 3x11), interpretato da Lyle Waggoner.
- Generale Squires (General Squires; ep. 3x18), interpretato da Byron Morrow.
- Fedor (ep. 3x19), interpretato da Arte Johnson.
- Creech (ep. 3x20), interpretato da Michael Conrad.

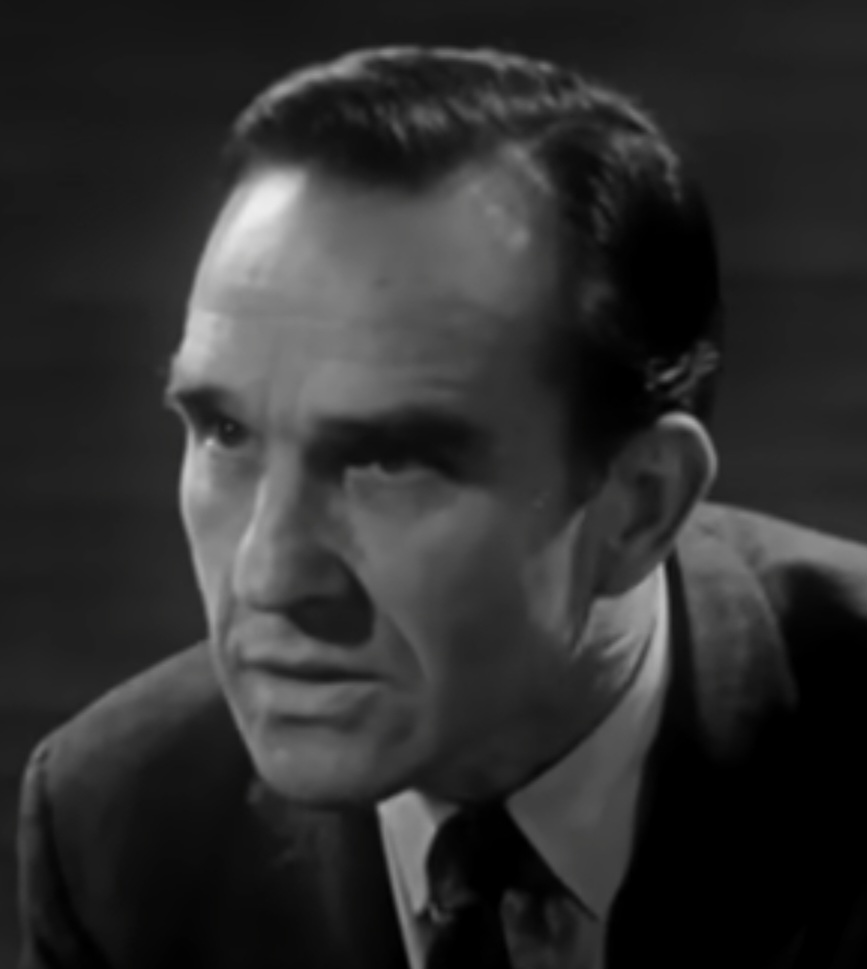
Ford Rainey
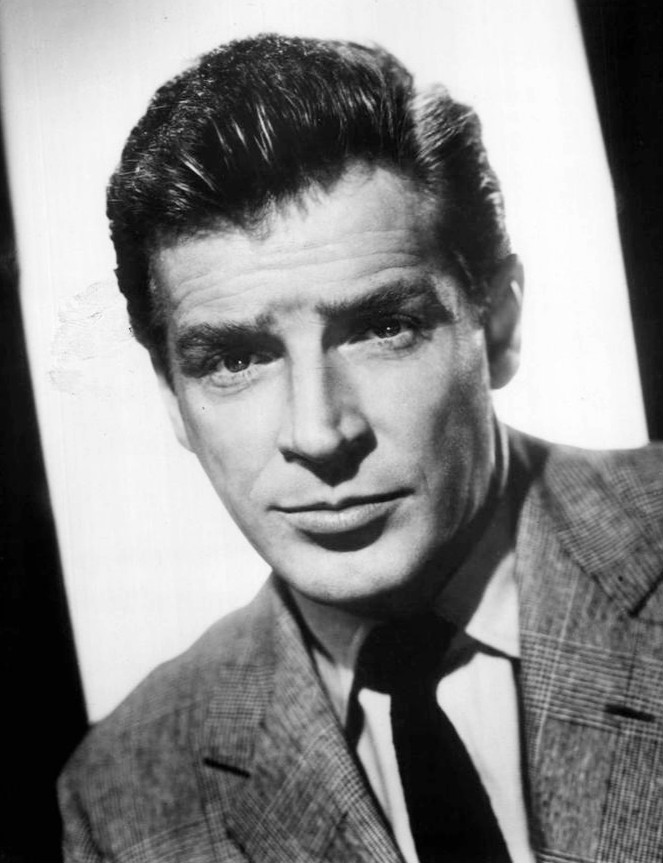
Richard Basehart
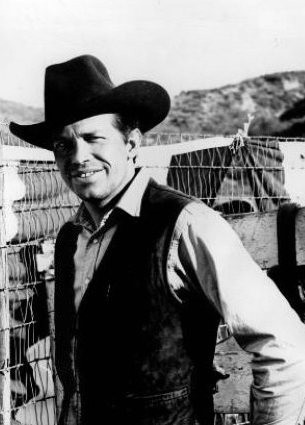
Warren Oates
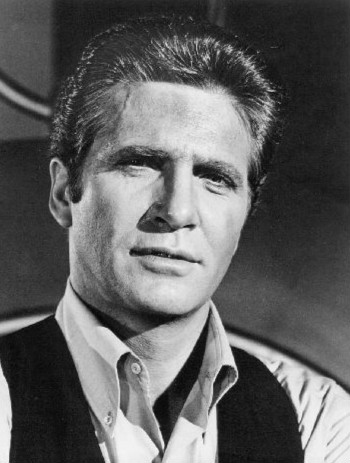
Don Matheson
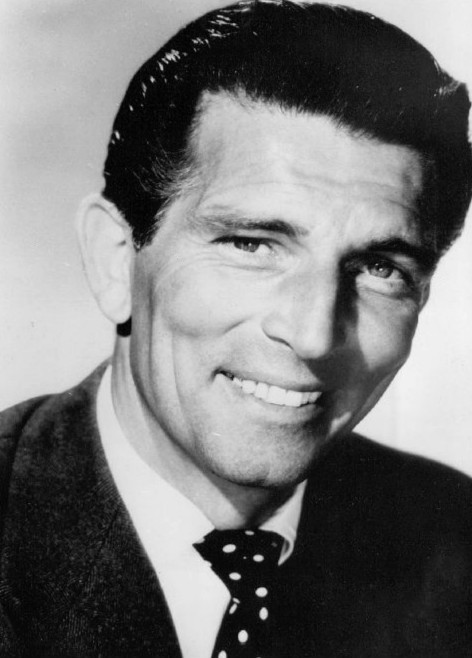
Michael Rennie
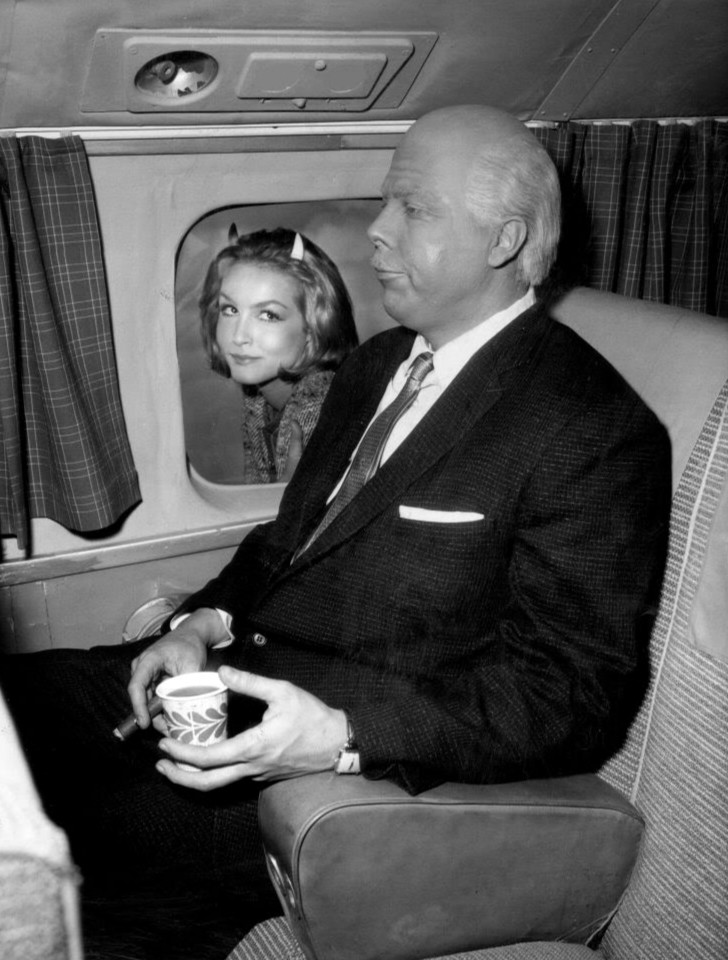
Albert Salmi
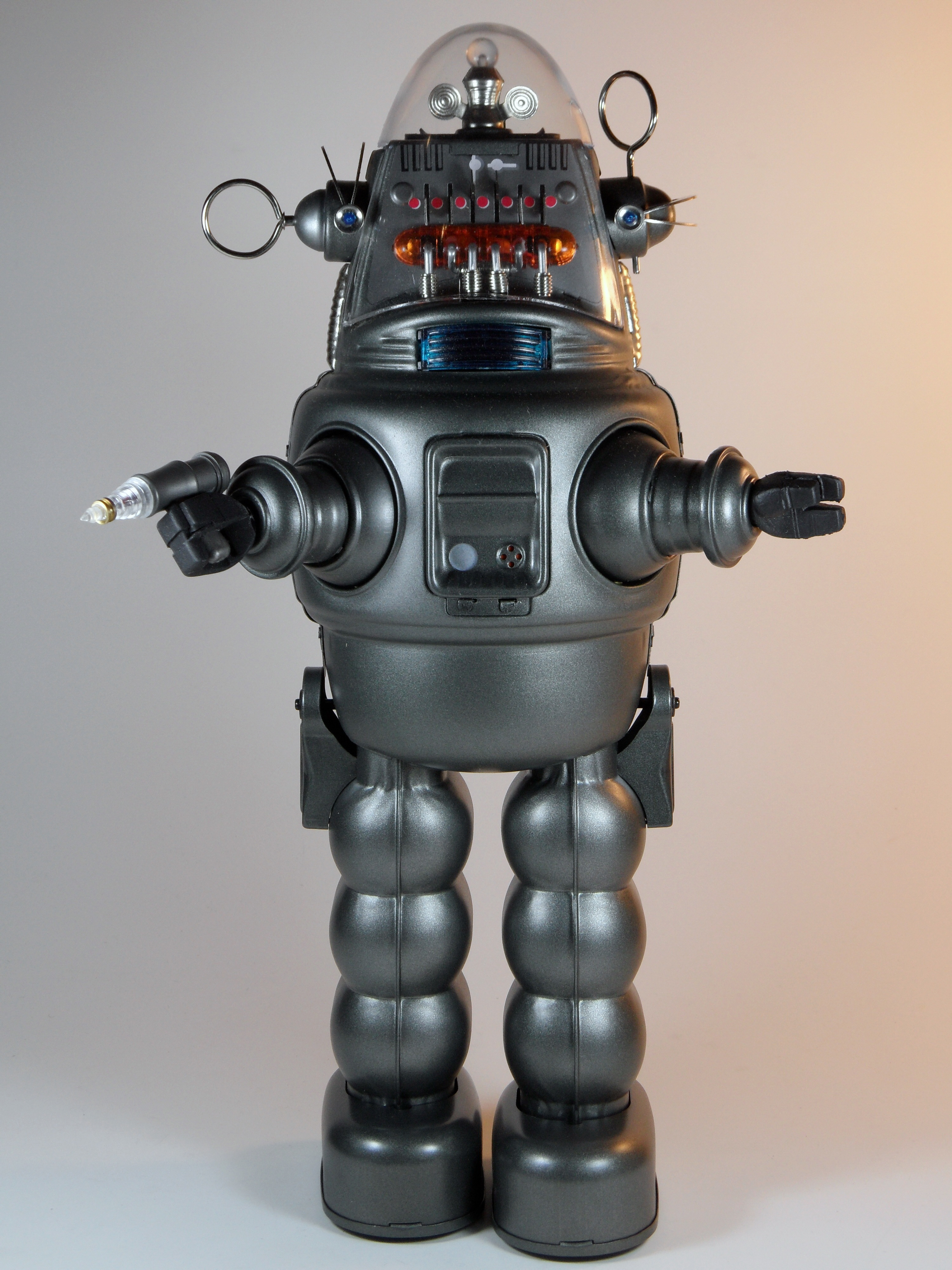
Robby il robot
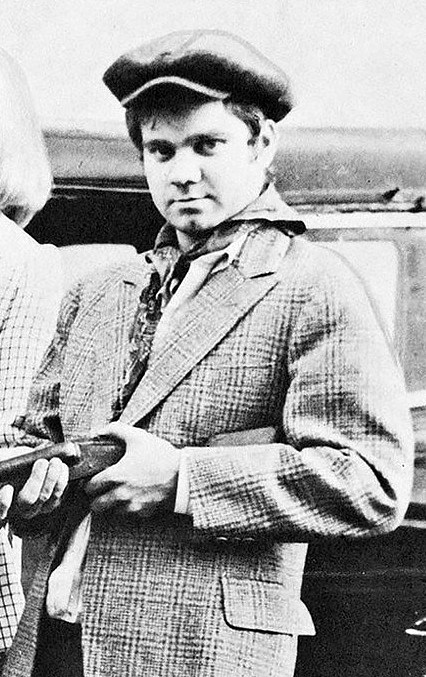
Michael J. Pollard
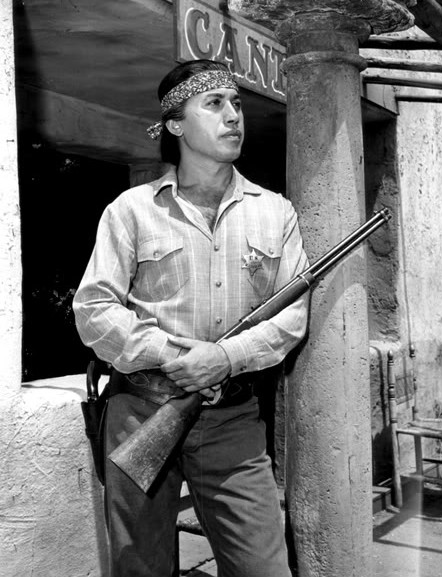
Michael Ansara
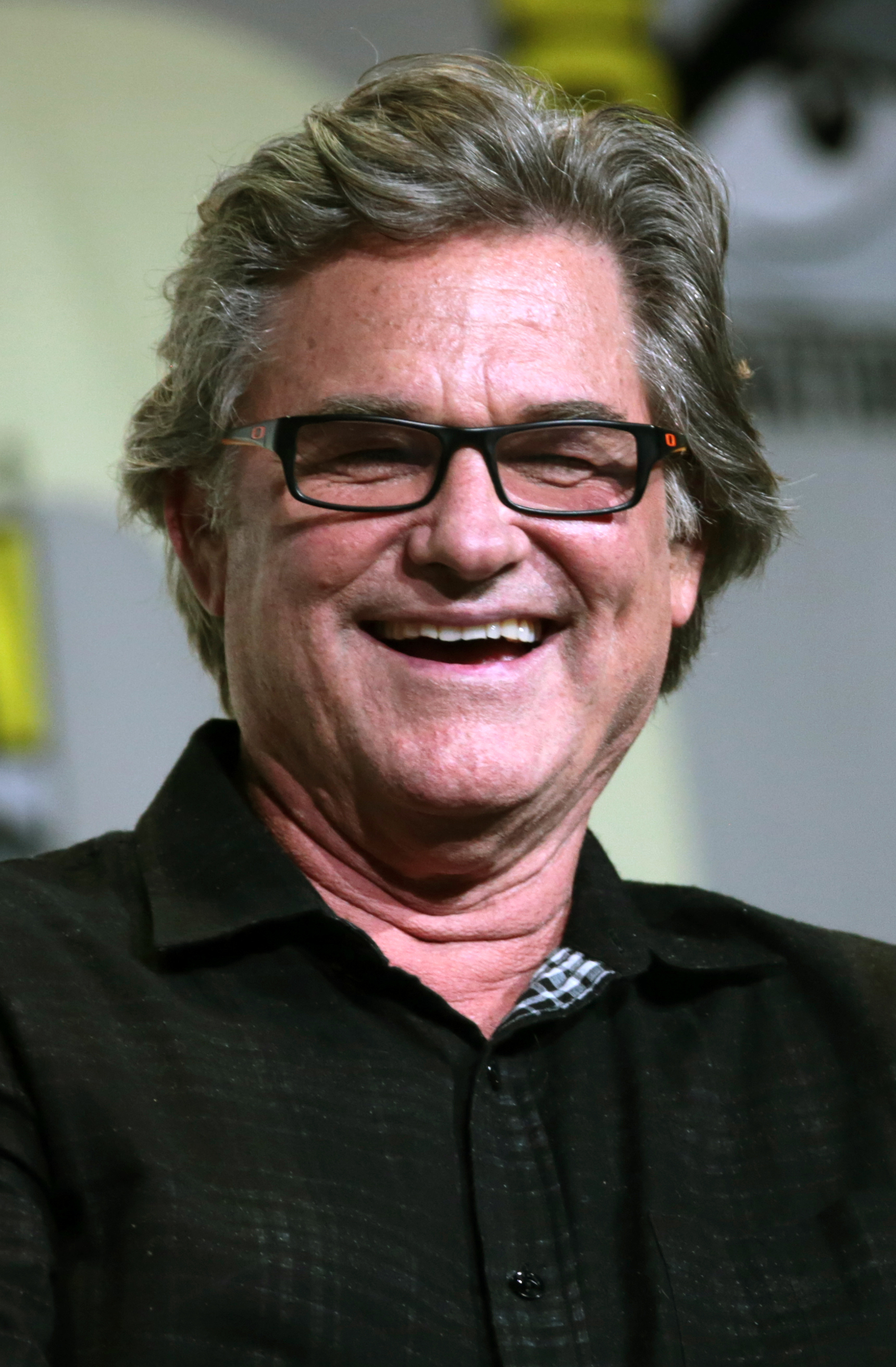
Kurt Russell
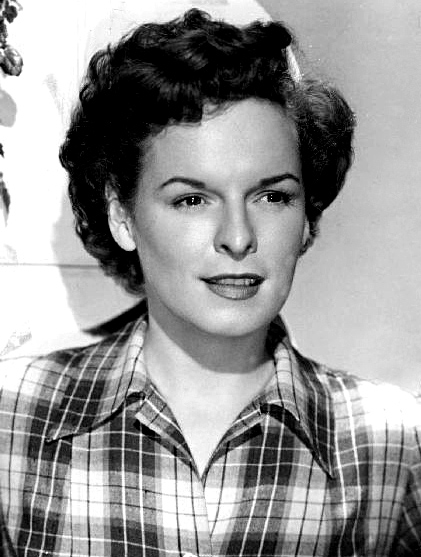
Mercedes McCambridge
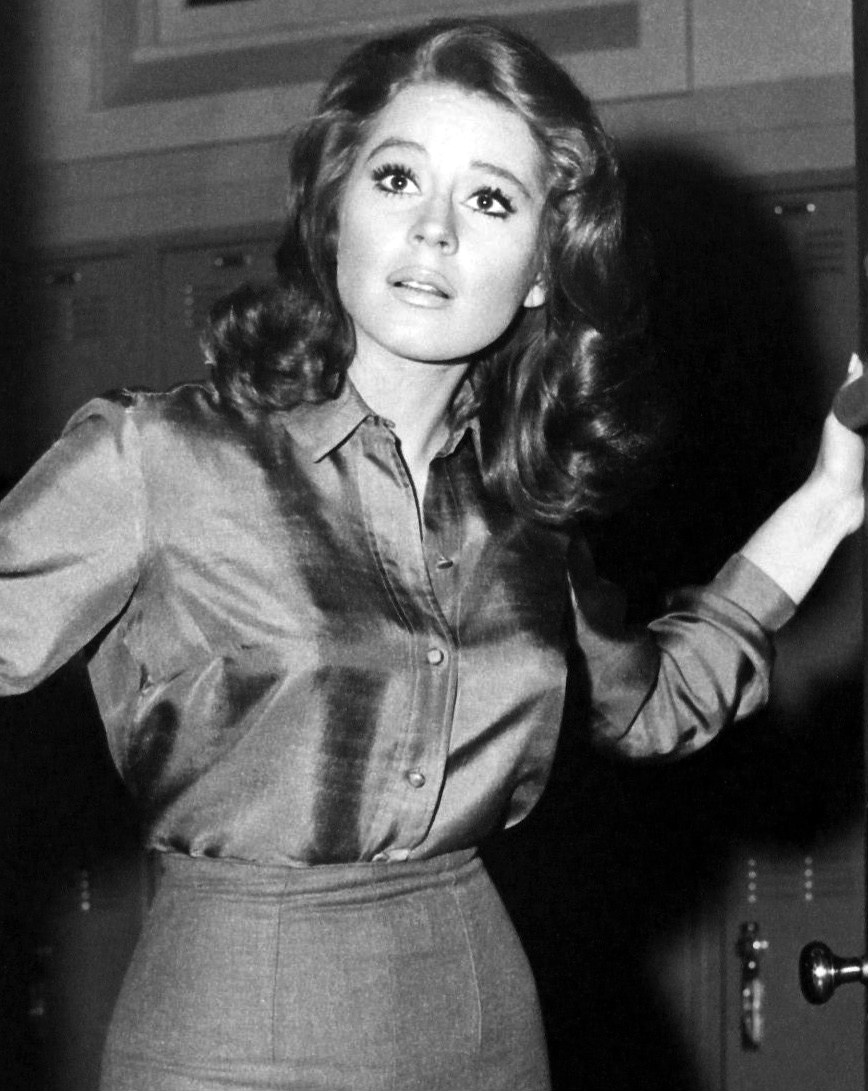
Sherry Jackson
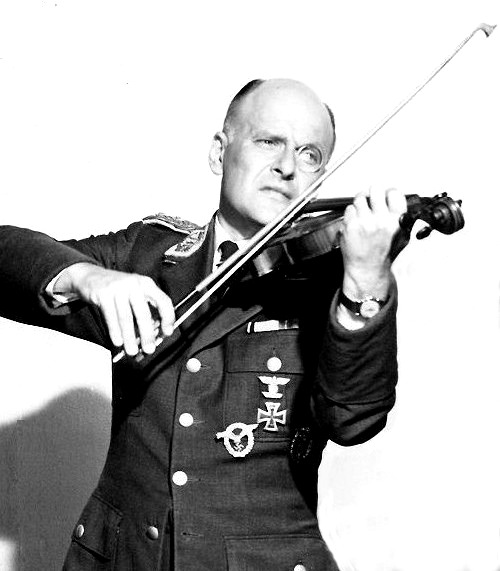
Werner Klemperer
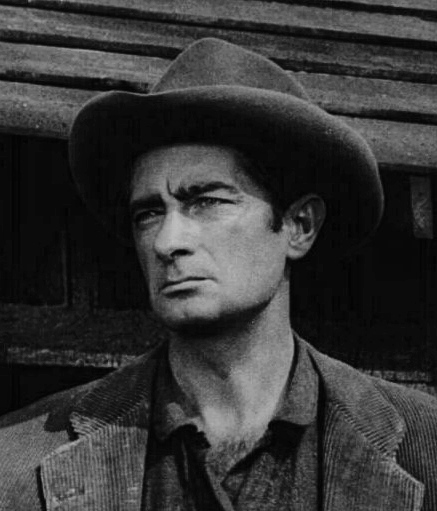
Royal Dano
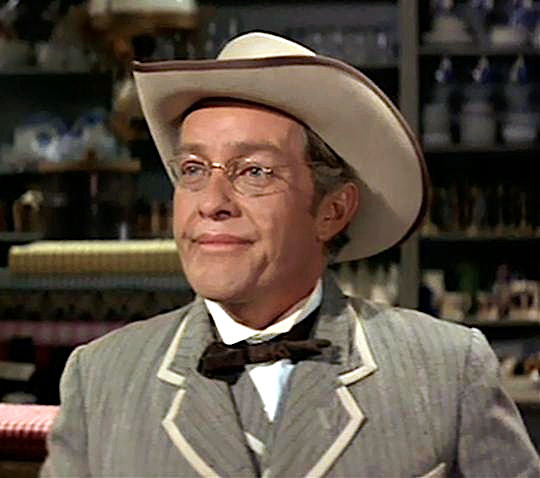
Strother Martin
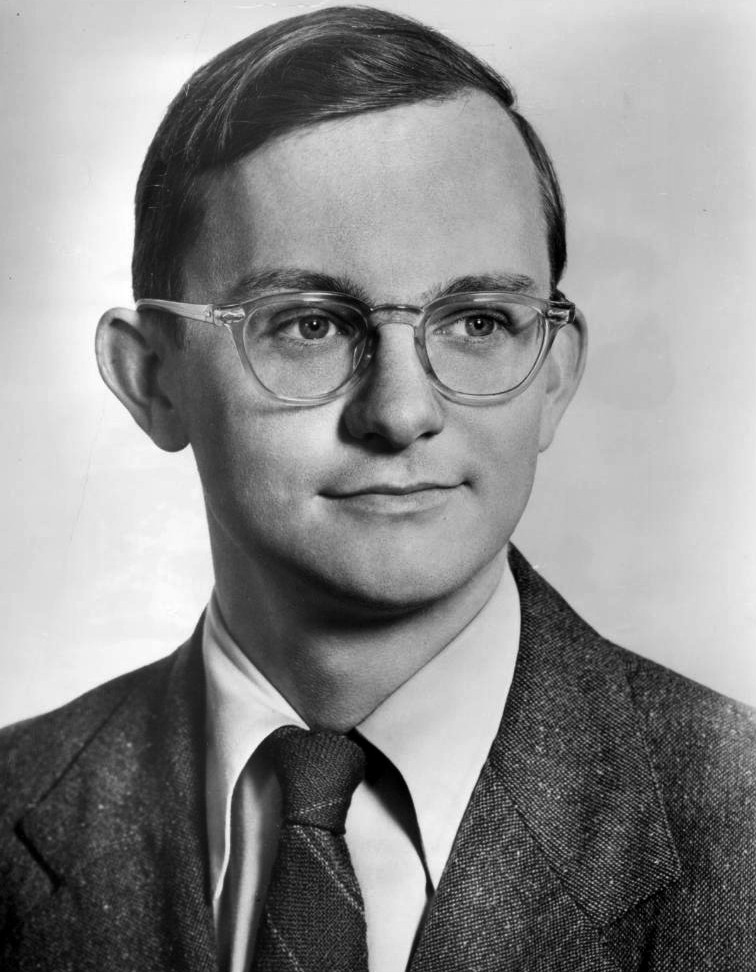
Wally Cox
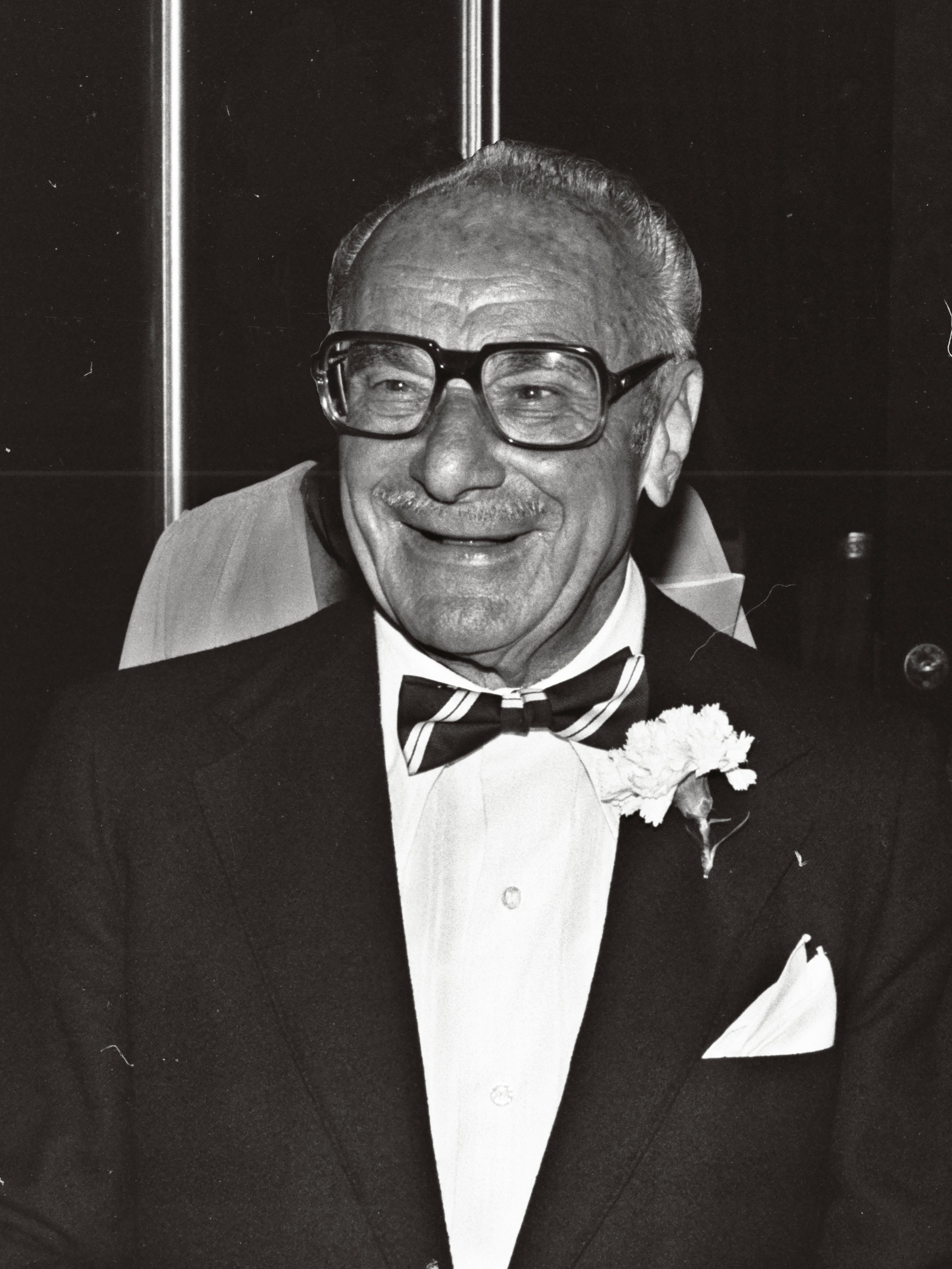
Fritz Feld
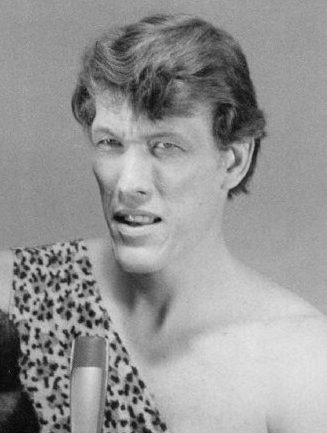
Ted Cassidy
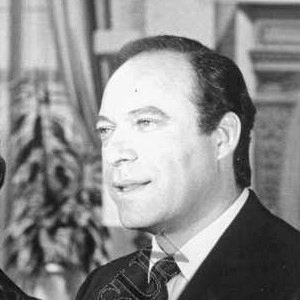
Malachi Throne
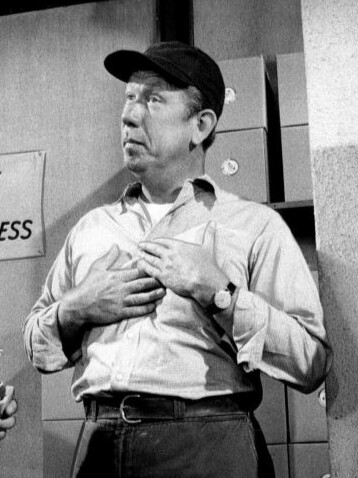
Allan Melvin
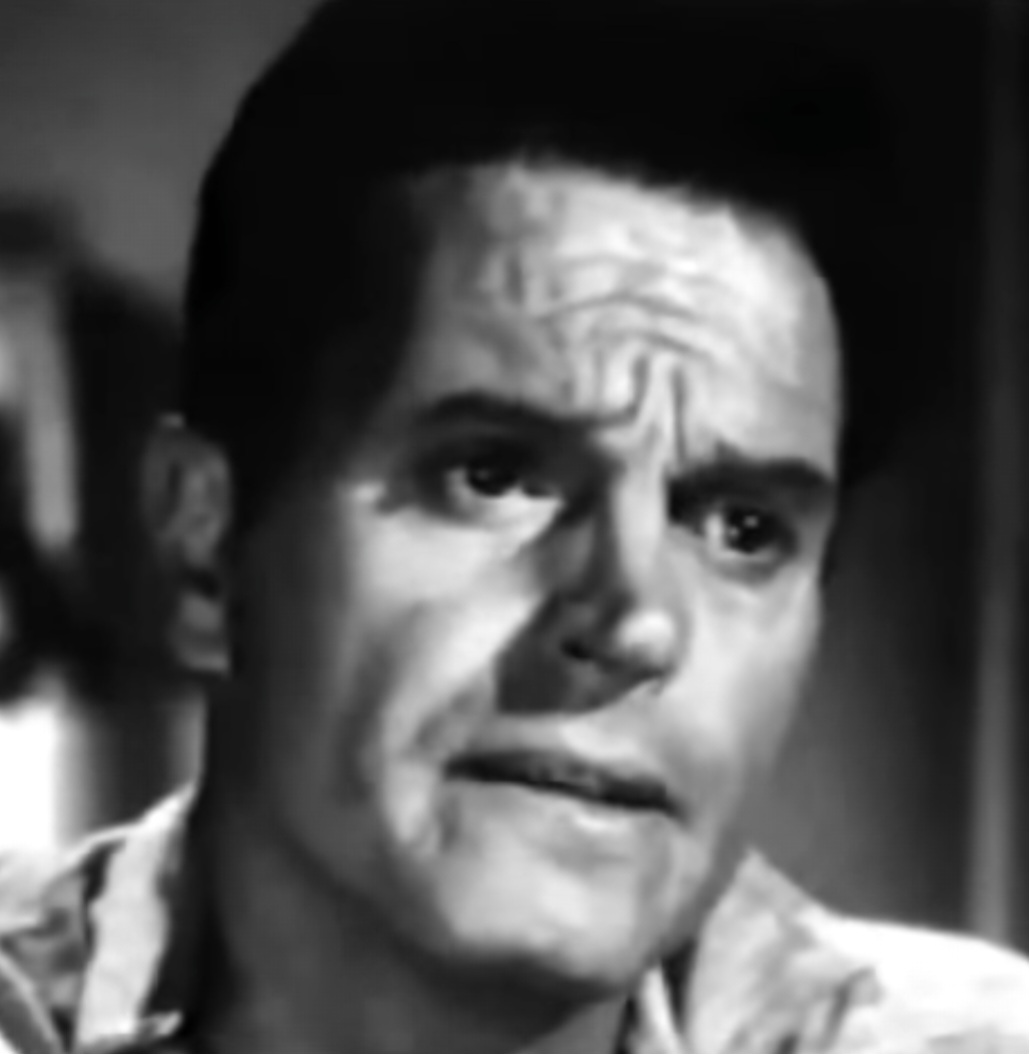
Dennis Patrick
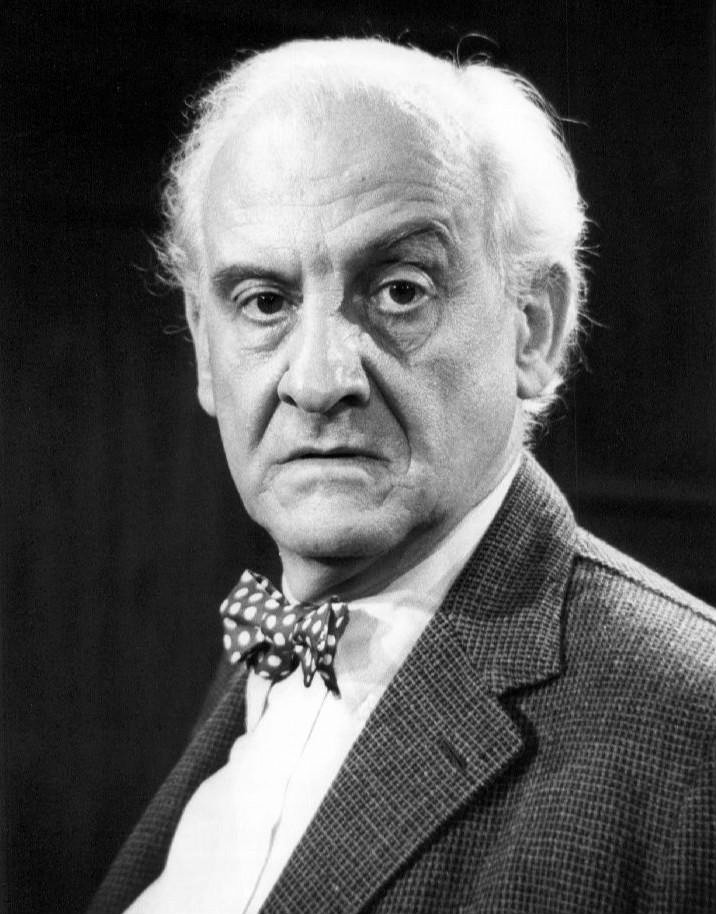
Hans Conried
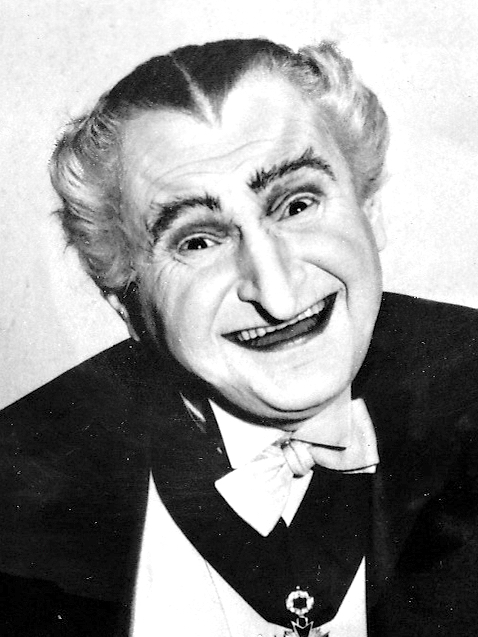
Al Lewis
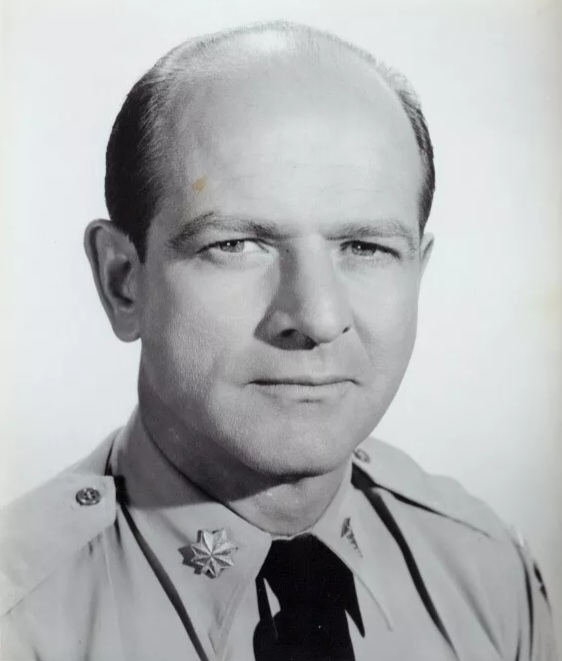
Alan Hewitt
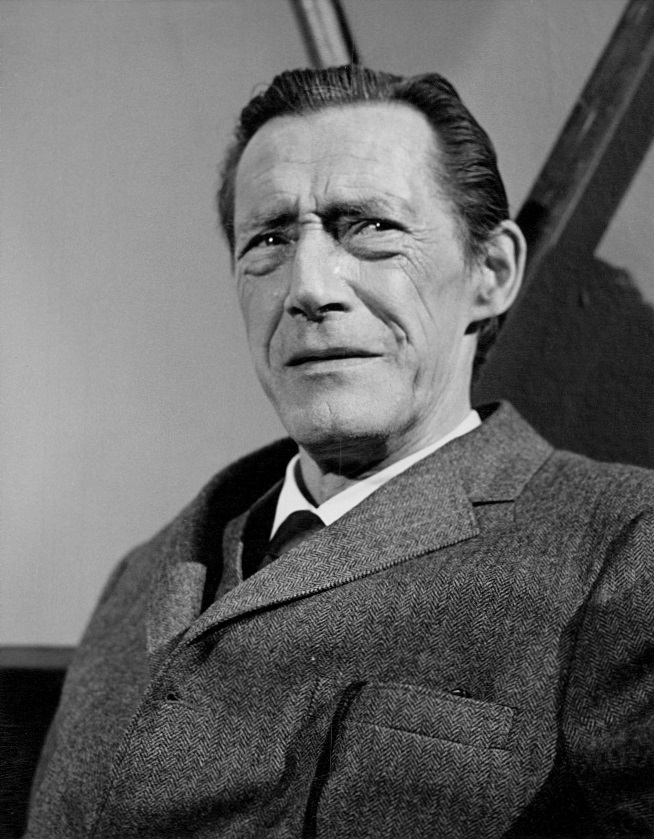
John Carradine
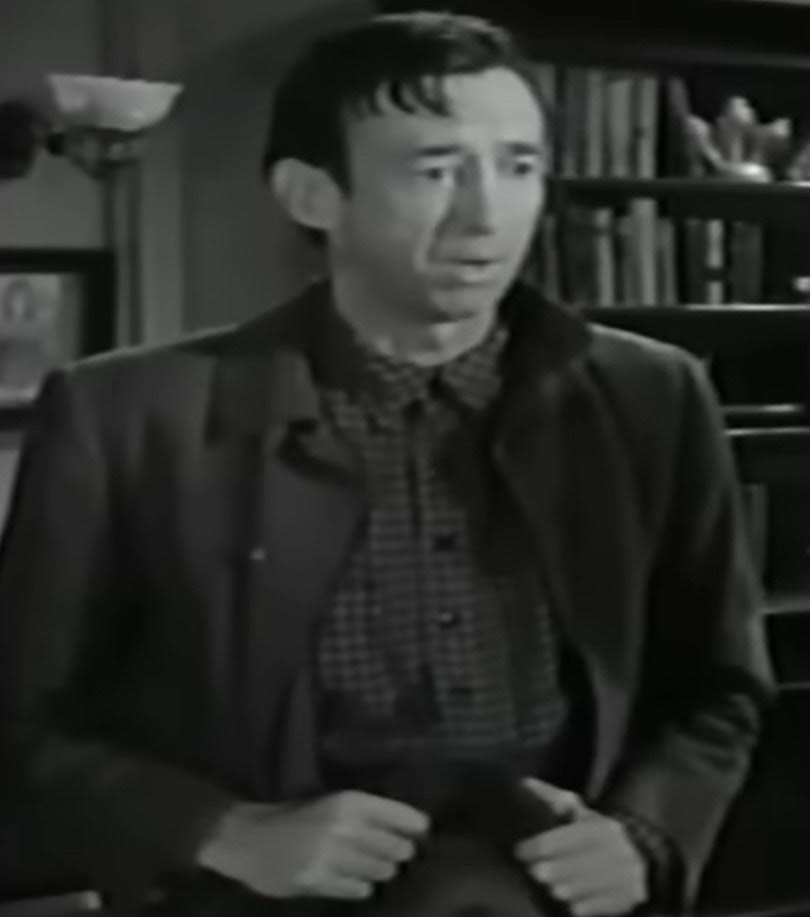
Norman Leavitt
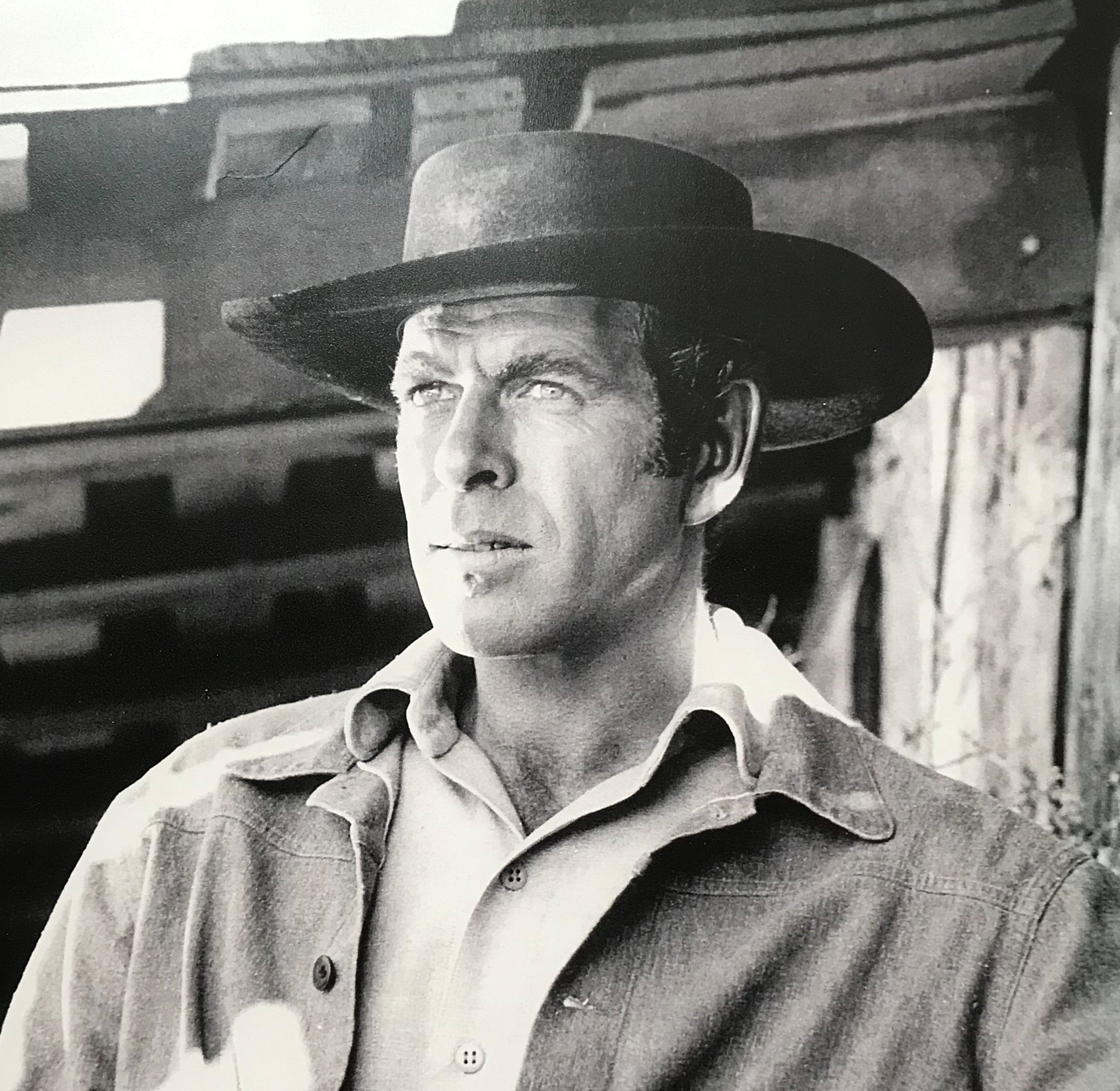
Grant Sullivan
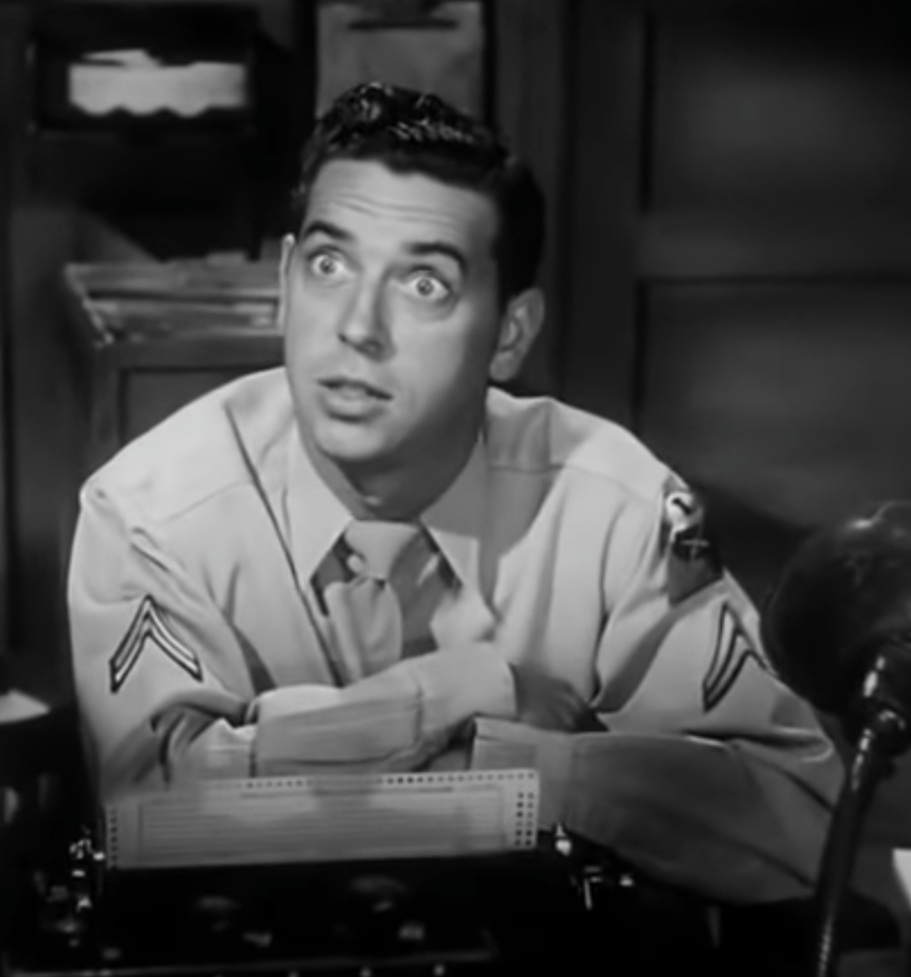
Tommy Farrell
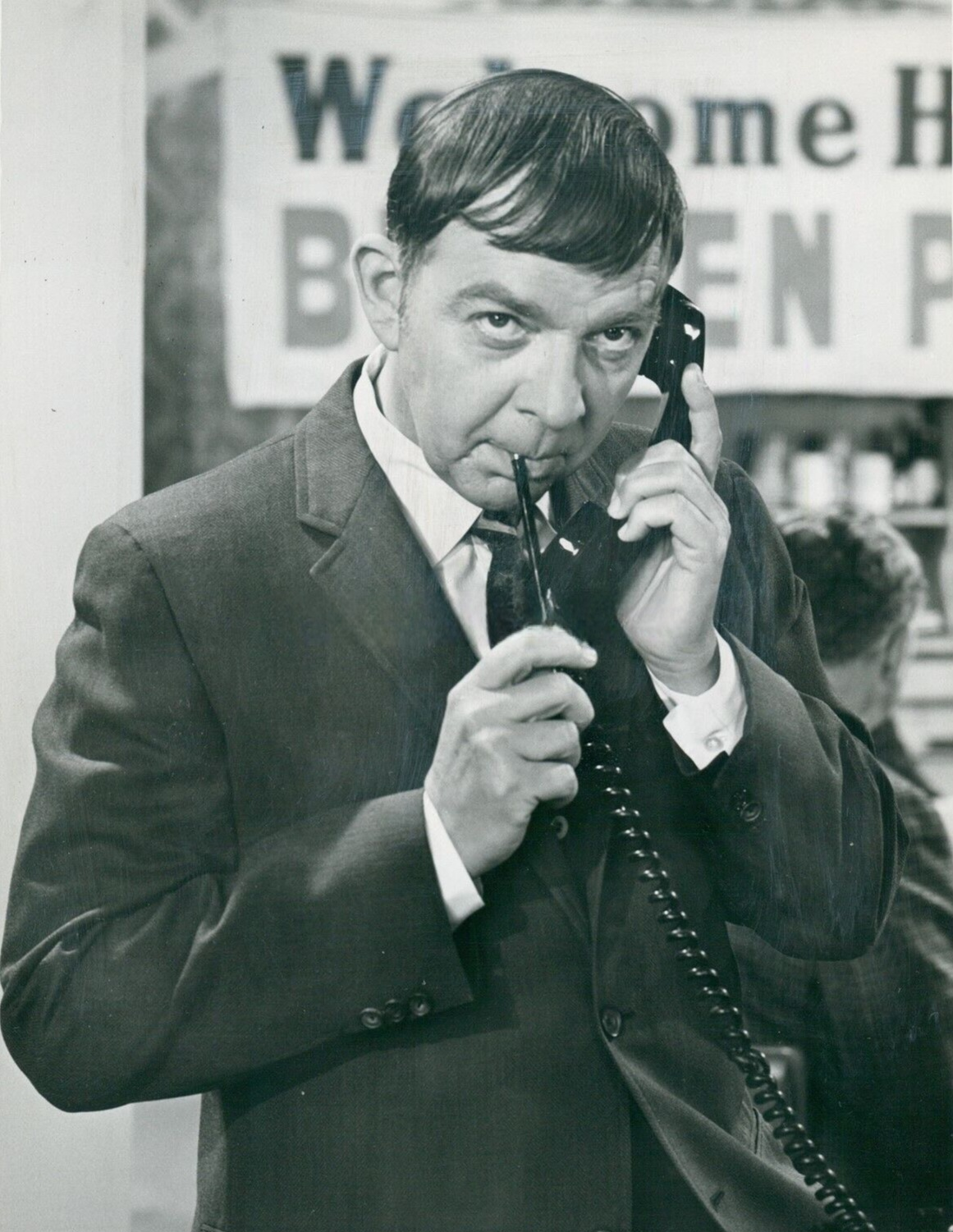
Woodrow Parfrey
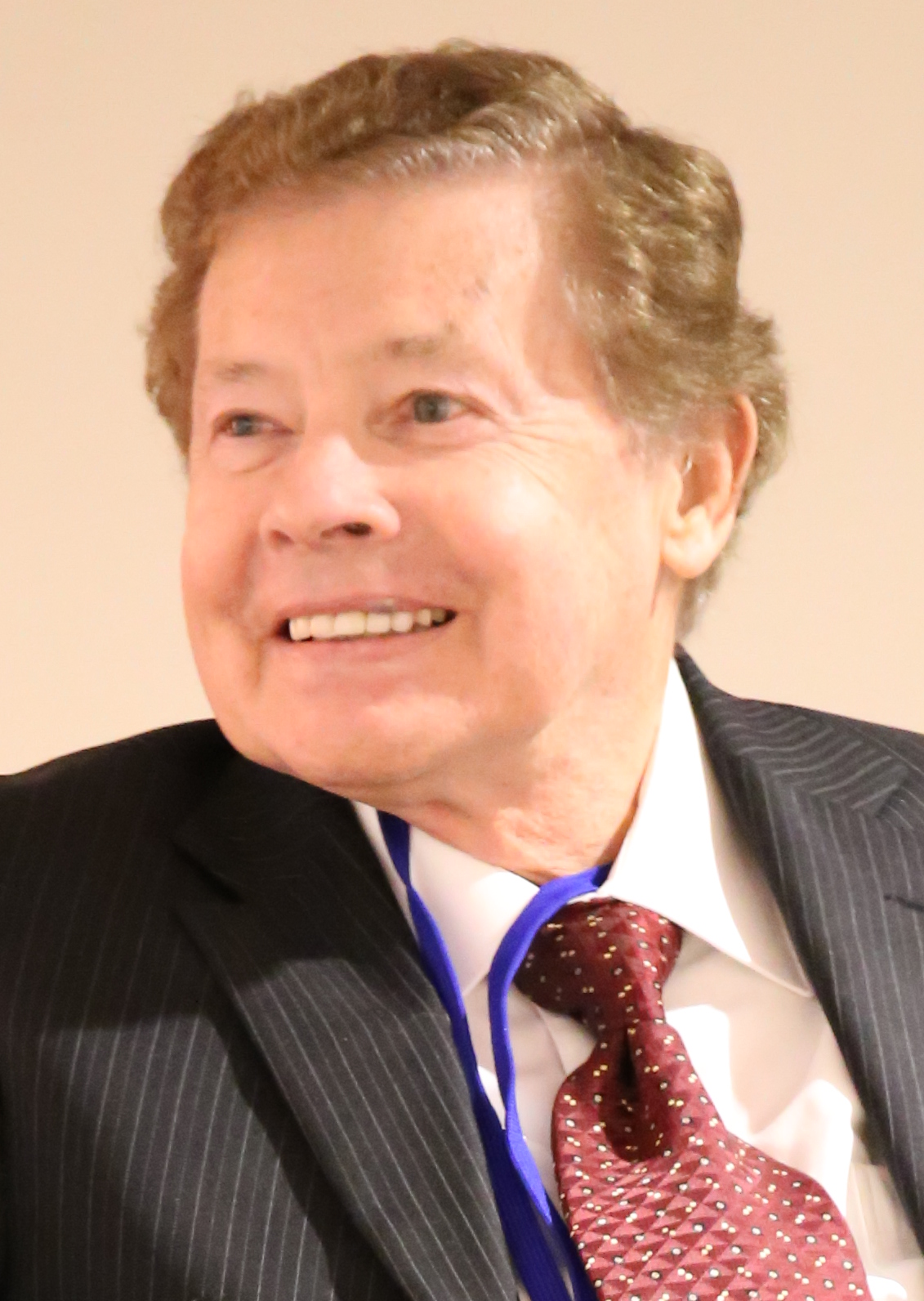
Lou Wagner
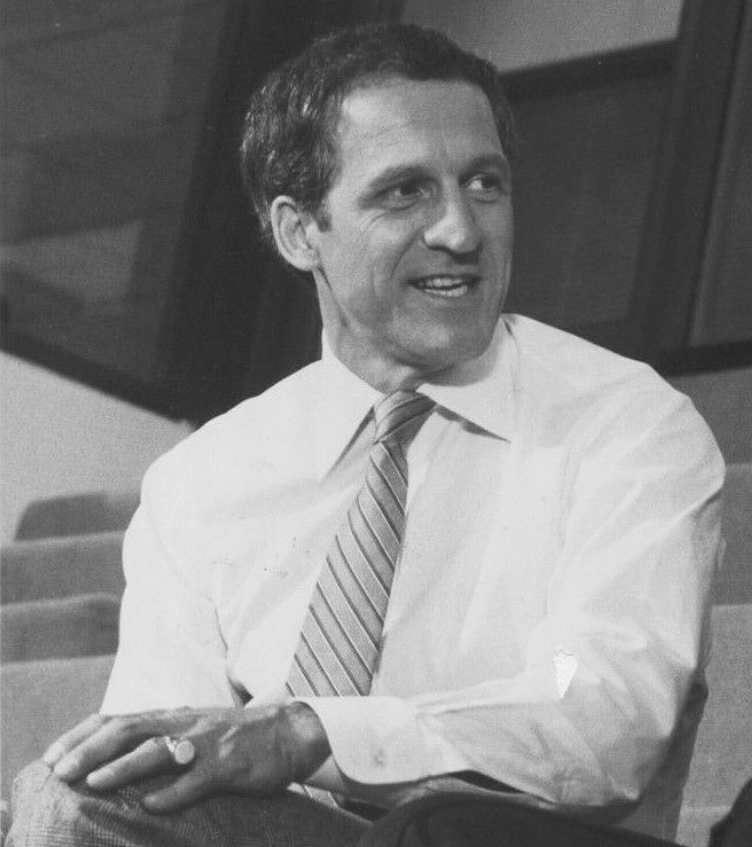
Daniel J. Travanti
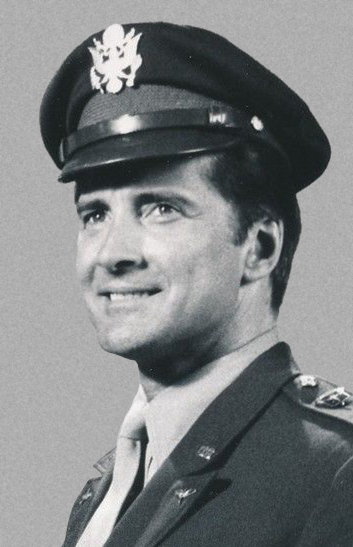
Lyle Waggoner
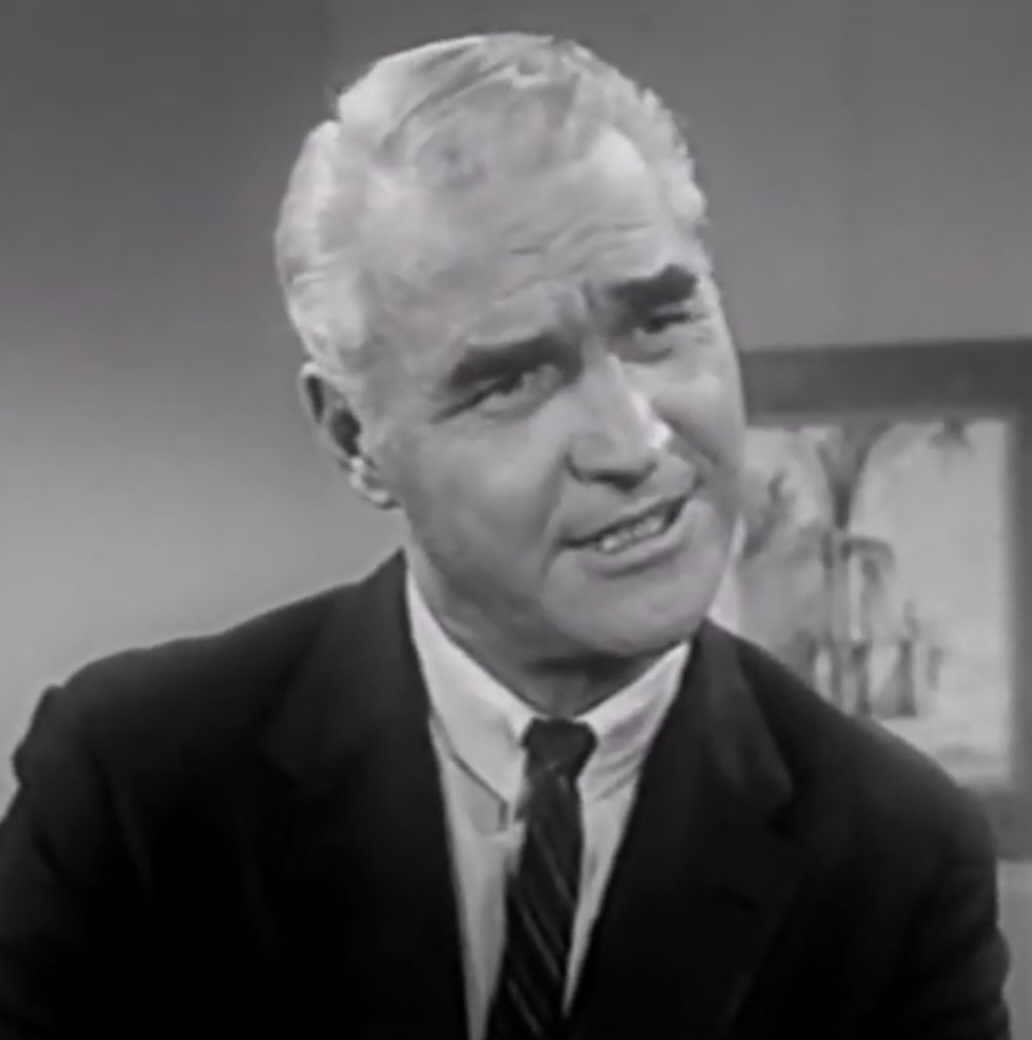
Byron Morrow
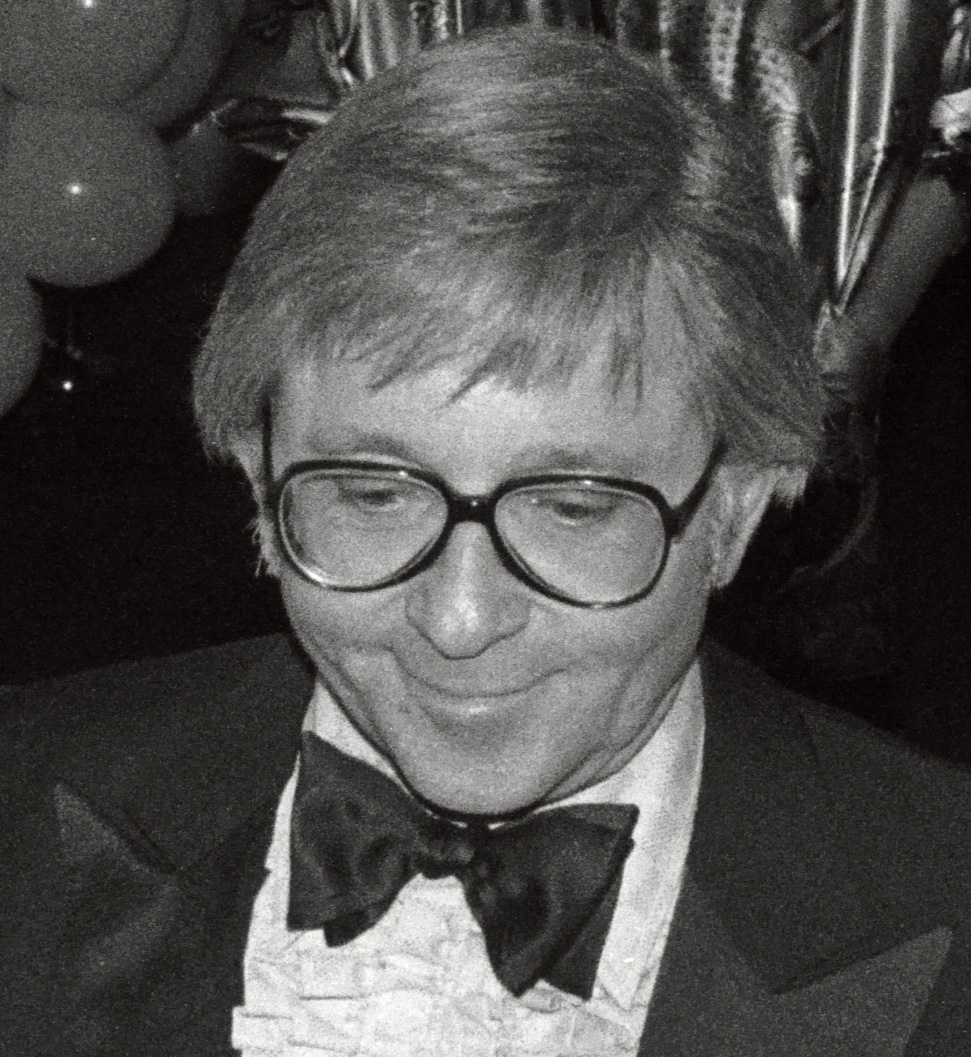
Arte Johnson
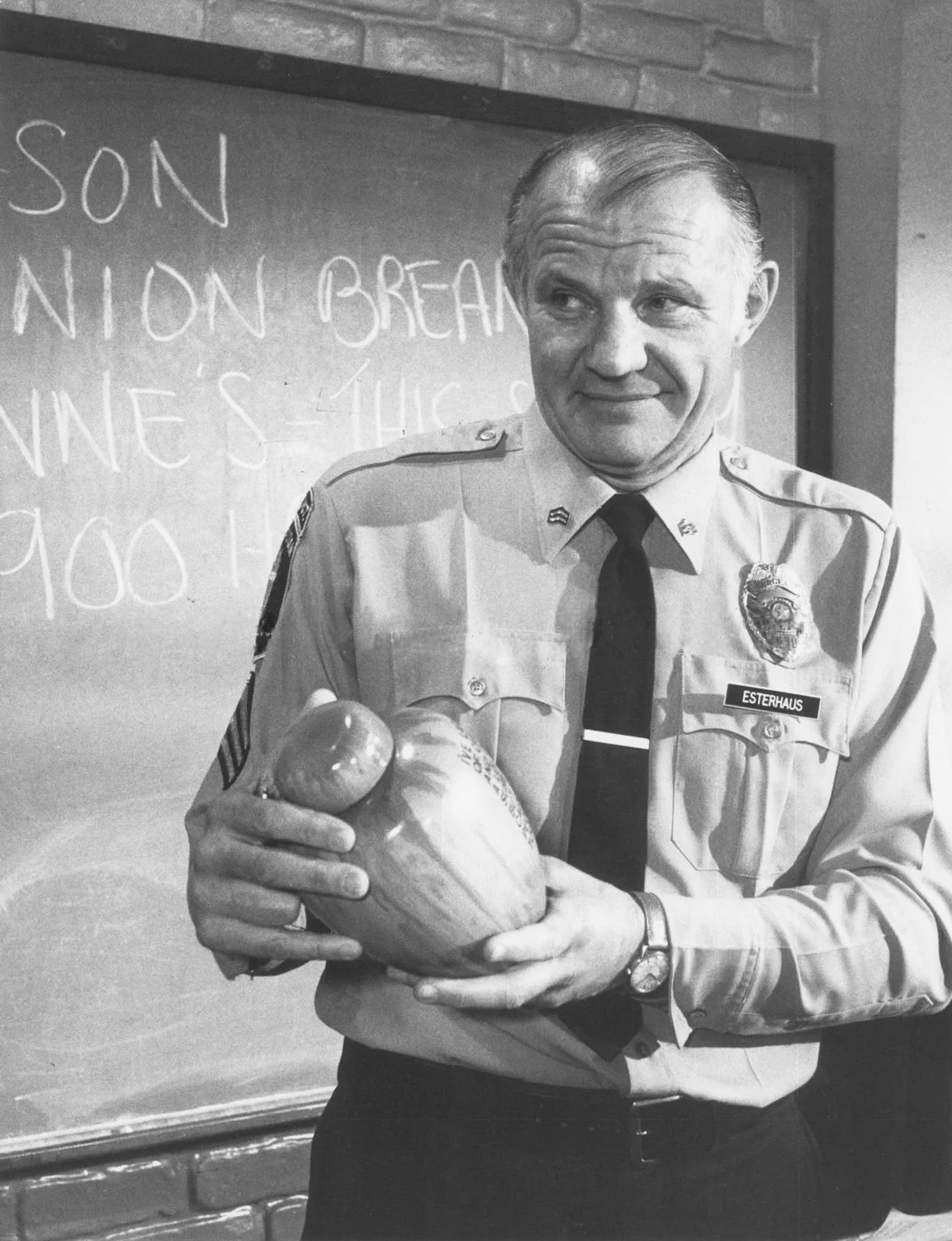
Michael Conrad

### Lost in Space - Perduti nello spazio(1998)
- Principal Cartwright, interpretata da June Lockhart.
- Reporter, interpretata da Marta Kristen.
- Reporter, interpretata da Angela Cartwright.
- Generale, interpretato da Mark Goddard.

### Lost in Space(2018-2021)
- Dr. Smith (ep. 1x01-2x03), interpretato da Bill Mumy